# Discesa di Carlo VIII in Italia
La cosiddetta discesa di Carlo VIII in Italia (1494-1495), a cui talvolta ci si riferisce con l'espressione "guerra del gesso", fu la fase di apertura delle guerre d'Italia del XVI secolo.
Una prima fase (settembre 1494 - febbraio 1495) vide Carlo VIII di Francia, alleato del Ducato di Milano, percorrere senza troppe difficoltà l'intera Penisola italiana fino alla conquista del Regno di Napoli, con la conseguente fuga degli Aragona a Messina.
Una seconda fase (marzo-ottobre 1495) ebbe inizio con la formazione della Lega Santa: la preoccupazione che l'Italia fosse trasformata in una provincia francese, nonché l’inusitata violenza e le stragi perpetrate dai transalpini e dai mercenari svizzeri al loro soldo, favorì un'alleanza tra i maggiori stati italiani dell'epoca, ossia la Repubblica di Venezia, lo Stato Pontificio, il Regno di Napoli e il Ducato di Milano, staccatosi dall'alleanza francese, mentre nella Repubblica di Firenze si instaurava un controverso regime teocratico.
Mentre Carlo VIII risaliva frettolosamente la Penisola, un nuovo fronte di guerra fu aperto, a Novara, dal cugino Luigi d'Orleans, con lo slittamento degli obiettivi dalla conquista di Napoli alla conquista di Milano. Evento risolutivo del conflitto fu la battaglia di Fornovo, che vide la vittoria dell'esercito della Lega, con la susseguente stipula della Pace di Vercelli e la momentanea deposizione delle ostilità.
Questa guerra segnò un cambiamento epocale: non solo il declino delle piccole realtà italiane che, fino ad allora indipendenti, nel giro di pochi decenni si trovarono soggette alle grandi potenze europee, Francia o Spagna, ma anche il tramonto della concezione di guerra all'italiana (senza stragi e cavalleresca, che valorizzava il valore individuale), soppiantata dal predominio delle armi da fuoco. "Tutta la violenza del trauma" è espressa nell'ottava conclusiva dell'Orlando Innamorato di Matteo Maria Boiardo, bruscamente interrotto proprio a causa della guerra, ma anche in una famosa ottava di Ludovico Ariosto:
che già molt’anni erano state chiuse;

onde il fetore e l’ingordigia emerse,

ch’ad ammorbare Italia si diffuse.

Il bel vivere allora si summerse;

e la quïete in tal modo s’escluse,

ch’in guerre, in povertà sempre e in affanni

è dopo stata, et è per star molt’anni.»
(Ludovico Ariosto, Orlando Furioso, Canto XXXIV, ottava seconda.)
Gli eventi di questa guerra, e specialmente la conflittualità tra Aragona di Napoli e Sforza di Milano, ispirarono poi il dramma di Shakespeare La Tempesta.

## Antefatti

### Mire di Carlo sul Regno di Napoli
Il poco più che ventenne re di Francia Carlo VIII, attraverso la nonna paterna, Maria d'Angiò (1404-1463), rivendicava un lontano diritto ereditario alla corona del Regno di Napoli. Nel 1492 indirizzò le risorse cisalpine verso la conquista di quel reame, incoraggiato da Ludovico Sforza, detto Il Moro, all'epoca duca di Bari, e sollecitato dai suoi consiglieri, Guillaume Briçonnet e de Vers. Anche il Principe di Salerno, Antonello Sanseverino, riparato in Francia dal 1486 dopo la congiura dei Baroni, spingeva Carlo a rivendicare il regno di Napoli.
La riconquista del regno più grande della Penisola, già governato dalla Casata degli Angioini (dal 1282 al 1442), non comprendeva, nei progetti di Carlo, anche la Sicilia. Quest'ultimo fatto depone a favore della tesi secondo la quale Carlo VIII non intendesse accrescere semplicemente i domini della sua Casata, ambizione comune a molte case regnanti di area mitteleuropea o anglosassone, ma farne piuttosto la base di partenza per quelle Crociate la cui eco era stata rinvigorita dalla cacciata degli arabi dall'ultimo possedimento spagnolo, il Regno di Granada (1492). Il progetto politico della Res Publica Christiana Pro Recuperanda Terra Sancta aveva ancora presa nelle aristocrazie europee, nonostante le otto Crociate che miravano a realizzarlo si fossero alla fine risolte in un disastro.

### Il controllo di Ludovico il Moro sul Ducato di Milano
Casus belli del conflitto fu la rivalità sorta tra la duchessa di Bari, Beatrice d'Este, moglie di Ludovico, e la duchessa di Milano, Isabella d'Aragona, moglie di Gian Galeazzo, che aspiravano ambedue al controllo del ducato di Milano e al titolo ereditario per i propri figli: fin dal 1480 Ludovico Sforza governava quel ducato in qualità di reggente del piccolo nipote Gian Galeazzo, non essendo dunque duca di diritto, ma solo de facto. La situazione si mantenne tranquilla fino al 1489, quando ebbero effetto le nozze tra Gian Galeazzo e Isabella d'Aragona, nipote di re Ferrante di Napoli in quanto figlia di Alfonso, duca di Calabria. Isabella si rese subito conto che tutto il potere era ridotto nelle mani di Ludovico e soffriva per l'inettitudine del marito, svogliato e totalmente disinteressato al governo; nondimeno sopportò in silenzio fino a quando, nel gennaio 1491, Ludovico non prese in moglie Beatrice d'Este, figlia del duca di Ferrara Ercole I d'Este e cugina di Isabella per parte materna. Giovane determinata e ambiziosa, Beatrice fu ben presto associata dal marito al governo dello stato, né Isabella, "rabiosa et disperata de invidia", poté sopportare di vedersi superata in tutti gli onori dalla cugina.

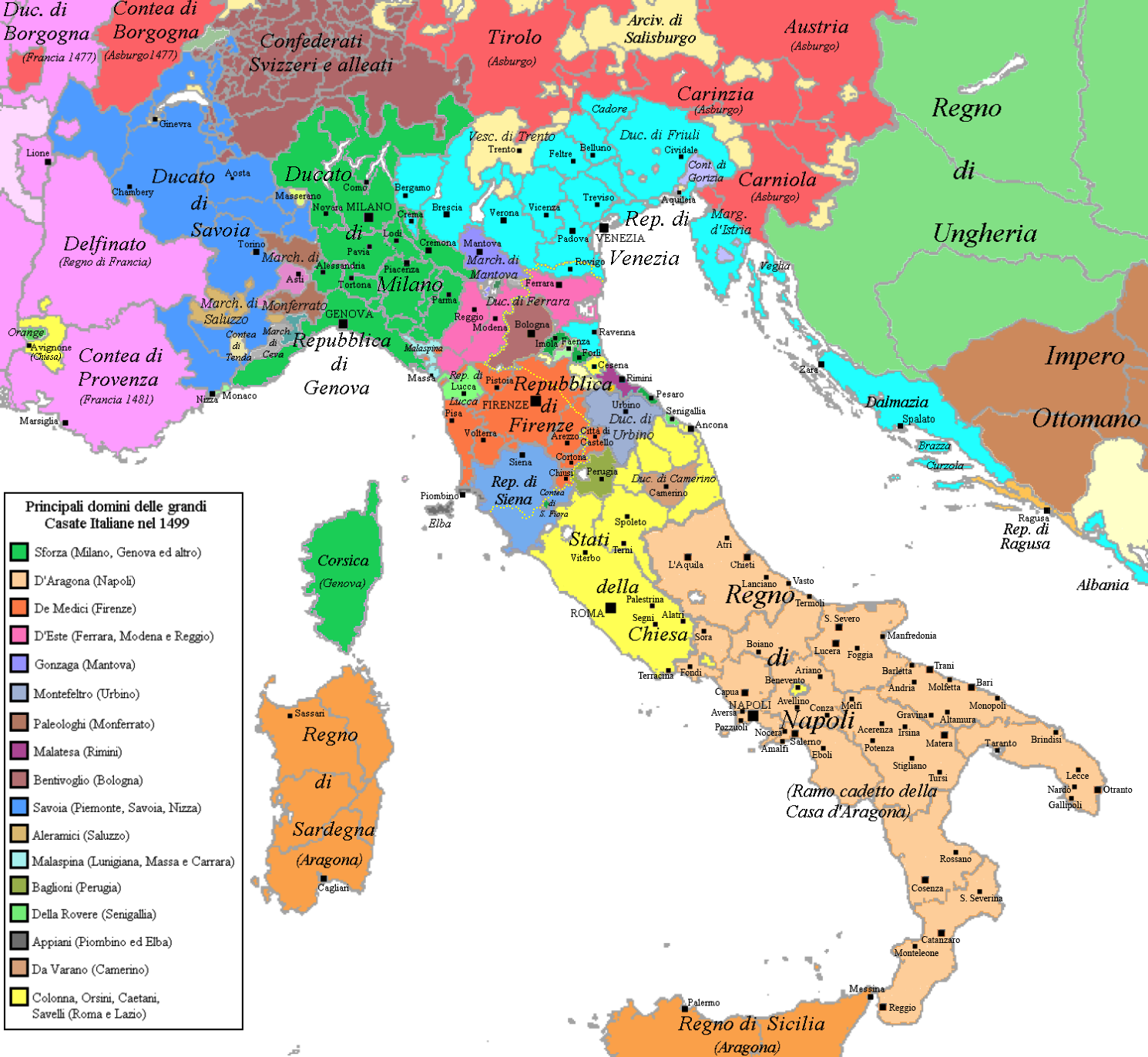
L'Italia rinascimentale prima e dopo la prima invasione Francese. La linea tratteggiata in giallo rappresenta il confine tra Patrimonio di San Pietro e Sacro Romano Impero Germanico. Delle casate regnanti in Italia, quella Aragonese costituiva un ramo cadetto della monarchia Spagnola.

Il ducato di Milano era all'epoca lo stato più ricco d'Italia dopo la Repubblica di Venezia e il suo tesoro ammontava a ben un milione e mezzo di ducati. Nel dicembre Ludovico condusse la moglie a vederlo e le promise che, se gli avesse dato un figlio maschio, l'avrebbe resa signora e padrona di tutto; viceversa, morendo lui, le sarebbe rimasto ben poco. Già nel gennaio 1492 Beatrice predisse all'ambasciatore fiorentino che entro un anno lei e il marito sarebbero stati duchi di Milano, e l'ostilità fra le due cugine si fece così intensa che nel febbraio Ludovico, forte di alcune voci giunte dalla Francia, accusò re Ferrante di aver spronato Carlo VIII a muovere guerra contro di lui, onde liberare Gian Galeazzo dalla sua tirannia; inoltre rifiutava di incontrare l'oratore napoletano, se non dietro nutritissima scorta armata, sostenendo che fosse mandato dal duca di Calabria per assassinarlo. L'intenzione di Alfonso d'Aragona era appunto di deporre il Moro per governare egli stesso Milano attraverso la figlia Isabella. A rendere più concreti i sospetti si aggiunse, sul finire dell'anno, il tentato avvelenamento, perpetrato da Isabella d'Aragona rea confessa, ai danni di Galeazzo Sanseverino, carissimo genero e capitano generale del Moro, nonché il pericolo che ciò fosse ripetuto nei confronti di qualche altro membro della famiglia ducale.

Il punto di definitiva rottura si ebbe però nel gennaio 1493, con la nascita di Ercole Massimiliano, primogenito del Moro e di Beatrice: il possesso di una discendenza legittima era ciò che ancora mancava ai coniugi per poter aspirare al titolo ducale. Si diffuse la voce che Ludovico fosse intenzionato a nominare il figlio conte di Pavia - titolo spettante esclusivamente all'erede al ducato - in luogo del figlio di Isabella, Francesco. Quest'ultima, sentendosi minacciata, domandò l'intervento del padre Alfonso d'Aragona:
(Lettera di Isabella d'Aragona ad Alfonso suo padre, s.d.)
L'impeto di Alfonso fu tuttavia frenato dal più saggio re Ferrante, il quale ripudiò la guerra dichiarando ufficialmente: "se la mogliera del Duca de Milano me è nepota, ne è anco nepota la mogliera del Duca de Bari". Egli, del resto, era stato affettivamente molto legato a Beatrice, che fino al 1485 aveva cresciuto come una figlia; dichiarava di amare entrambe le nipoti alla stessa maniera e le invitava alla prudenza, cosicché la situazione rimase stabile sino a che il re fu in vita. Nondimeno l'accordo stretto - nel gennaio o maggio 1492 - tra Papa Innocenzo VIII e Ferrante denotava, secondo l'opinione pubblica, l'intenzione di togliere Ludovico dal governo. Morto Innocenzo, Ludovico ottenne - tramite i maneggi del fratello e cardinale Ascanio - che ascendesse al soglio pontificio Rodrigo Borgia col nome di Alessandro VI. Con questi e con la Repubblica di Venezia egli strinse, il 25 aprile 1493, una lega alla quale si aggiunsero poi il Ducato di Ferrara e il Marchesato di Mantova. Alfonso d'Aragona avrebbe subito voluto marciare su Roma, ma fu frenato dal padre Ferrante, che iniziò a tentare il Papa con accordi di pace e parentela. Ludovico, temendo che questi non abbandonasse la Lega, e che i veneziani non vacillassero, escogitò di chiamare in Italia re Carlo VIII di Francia, solleticandolo nel suo desiderio di conquista del regno di Napoli, affinché disperdesse le forze aragonesi, che non avrebbero così potuto marciare su Milano.
Nel maggio Ludovico inviò la moglie Beatrice quale sua ambasciatrice a Venezia e comunicò alla Signoria, per tramite di lei, certe sue pratiche segrete con l'imperatore Massimiliano I d'Asburgo per l'ottenimento dell'investitura al ducato di Milano, nonché la notizia segretissima appena comunicatagli che Carlo VIII, firmata la pace con l'imperatore, era risoluto a compiere la sua impresa contro il regno di Napoli e a nominare Ludovico capo e conduttore di detta impresa. Si trattava dell'annuncio ufficiale e definitivo. I coniugi desideravano dunque conoscere il parere della Signoria a questo riguardo, e ne chiedevano indirettamente l'appoggio, forse sperando così di evitare una discesa dei francesi in Italia. I veneziani risposero che quanto riferito era assai grave e si limitarono a vaghe rassicurazioni, tenendosi fuori da queste manovre. A dispetto della richiesta segretezza, il Senato s'affrettò a comunicare le rivelazioni della duchessa al re di Napoli, sollecitandolo alla pace col Papa.
Tornato a Milano da Ferrara (dove si era abboccato col suocero), Ludovico scoprì che durante la loro assenza Isabella aveva congiurato con Boccalino Guzzoni da Osmo, condottiero napoletano assai vicino al duca di Calabria, per togliergli lo Stato e uccidere lui, la moglie e i figli. Boccalino fu arrestato, torturato e impiccato, mentre Isabella ricevette un rimprovero da parte dell'ambasciatore napoletano. Il Guicciardini parlò a questo punto di un certo viaggio progettato da re Ferrante verso Genova e poi Milano, dove avrebbe dovuto incontrare Ludovico e Beatrice per persuaderli alla pace e ricondurre a Napoli Isabella, ma infermatosi proprio in quei giorni, morì il 25 gennaio 1494, secondo alcuni più di dispiacere che di malattia. Asceso al trono, Alfonso II accolse le preghiere della figlia Isabella e occupò, come primo atto di ostilità, la città di Bari. Da ciò derivò la reazione di Ludovico che, per rispondere alle sue minacce, lasciò mano libera al monarca francese di scendere in Italia.

## Prima fase

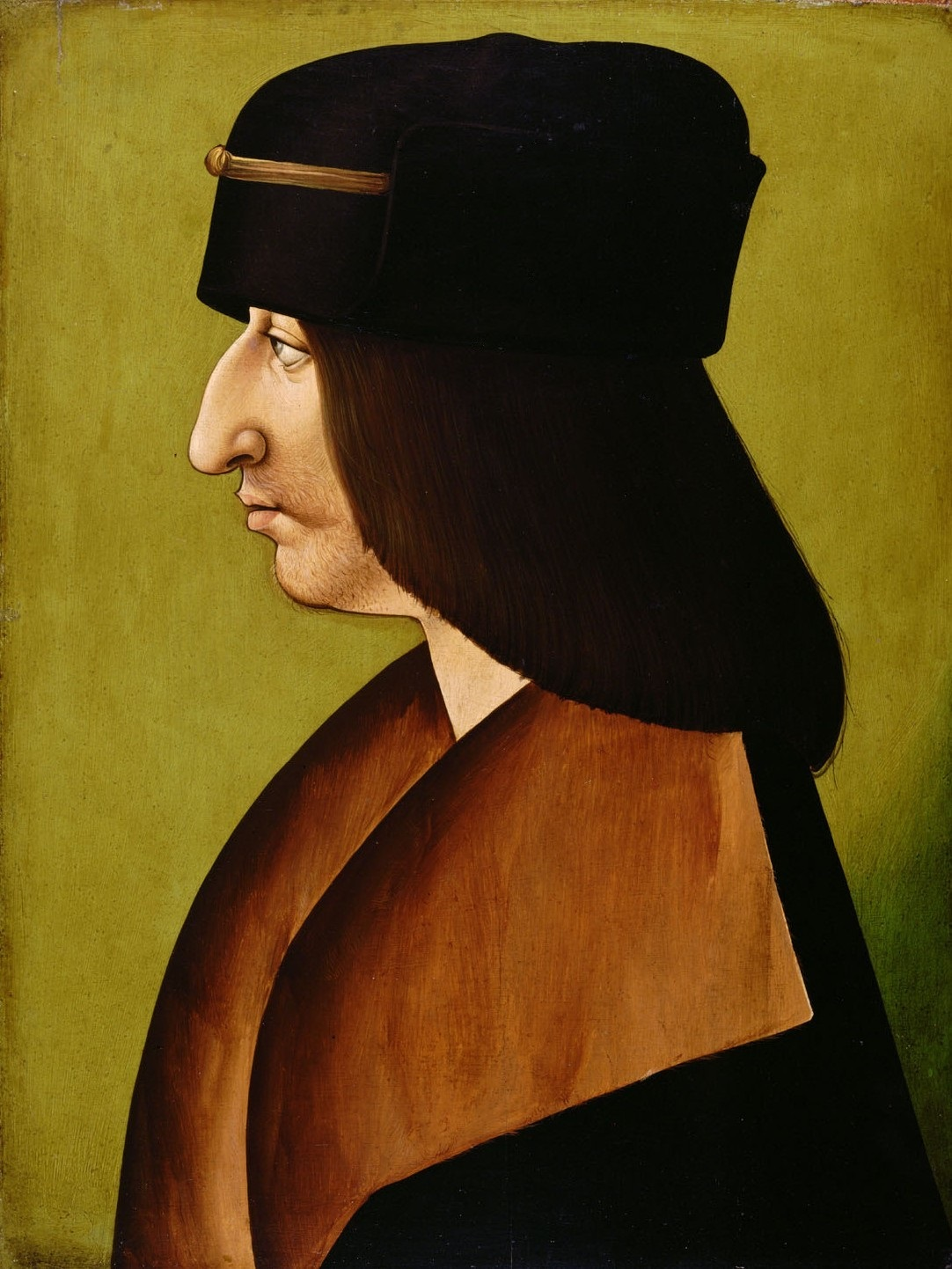
Carlo VIII re di Francia. Copia del XVI secolo da un originale perduto.

Nell'aprile 1494 Ludovico Sforza inviò a Lione il genero e capitano generale Galeazzo Sanseverino, col compito di prendere gli ultimi accordi e di accompagnare il re nel corso del suo viaggio.
Vedo la Italia tutta a fiama e a foco

Per questi Galli, che con gran valore

Vengon per disertar non so che loco [...]»
(Matteo Maria Boiardo, Orlando Innamorato, Libro terzo, Canto IX, Ottava 26.)

### La discesa dell'avanguaria francese guidata da Luigi d'Orléans
Carlo si fece precedere in Italia dal cugino Luigi d'Orléans, che nel luglio giunse nei territori del ducato di Milano con le avanguardie dell'esercito francese, benevolmente accolto a Vigevano dai duchi di Bari Ludovico Sforza e Beatrice d'Este, quindi si acquartierò nel proprio feudo d'Asti. Intanto c'erano già molti malcontenti, e non si capiva la ragione di questa guerra, talché era nato un motto: el non è [non c'è] ni savio ni matto che intendi la guerra dil nonantaquattro.
Carlo VIII era consapevole che il suo esercito, inoltrandosi nella lunga penisola italiana alla volta di Napoli, necessitava di un aiuto navale che gli assicurasse un supporto logistico dal mare. La manovra aragonese era invece proprio quella d'impedirgli libertà di manovra nel Tirreno; già nel mese di luglio una flotta napoletana bombarda la genovese Portovenere cercando inutilmente d'impadronirsi della base.

### Prima battaglia di Rapallo
Il 5 settembre 1494, la città di Rapallo in Liguria venne raggiunta dalla flotta navale aragonese che vi sbarcò 4 000 soldati napoletani comandati da Giulio Orsini, Obietto Fieschi e Fregosino Campofregoso: l'intenzione era di sollevare la popolazione rapallese contro Genova che in quel tempo era soggetta alla signoria sforzesca.
Tre giorni dopo, giunse in città un esercito francese comandato da Luigi d'Orléans, composto da soldati francesi, da 3 000 mercenari svizzeri e da contingenti milanesi. Gli Svizzeri attaccarono i Napoletani ma la maggior parte dei combattimenti coinvolse Milanesi e Napoletani. L'artiglieria francese concentrando poi il tiro sugli Aragonesi li sconfisse, costringendoli a fuggire o ad arrendersi. L'Orsini e il Campofregoso furono fatti prigionieri. Gli Svizzeri fecero massacro anche di coloro che intendevano arrendersi e persino dei feriti, saccheggiando poi la città di Rapallo. Questa battaglia annientò la flotta napoletana e aprì la via della Liguria e del centro Italia all'esercito di Carlo VIII.

### Accampamento di Carlo VIII ad Asti
Soltanto il 3 settembre 1494 re Carlo mosse verso l'Italia attraverso il Monginevro, con un esercito di circa 30 000 effettivi, dei quali 5 000 erano mercenari svizzeri, dotato di un'artiglieria moderna. Giunto in Piemonte venne accolto festosamente dai duchi di Savoia, per poi raggiungere il cugino nella controllata Contea di Asti.
L'esercito francese si accampò ad Asti l'11 settembre, dove Carlo VIII ricevette l'omaggio dei suoi sostenitori: primi fra tutti il duca Ludovico Sforza con la moglie Beatrice d'Este, che era incinta, e il suocero Ercole d'Este, duca di Ferrara.  Egli richiamò subito ad Asti da Genova il cugino Luigi d'Orleans, il quale giunse il 15 settembre. La duchessa aveva condotto con sé le ottanta più belle dame di Milano: il re, come già il cugino d'Orléans, volle baciarle tutte sulla bocca, a cominciare dalla stessa Beatrice e da Bianca Giovanna Sforza, giovanissima figlia del Moro, quindi s'intrattenne a vederle ballare. Con alcune di quelle dame egli prese poi piacere, offrendo loro in cambio degli anellini d'oro.

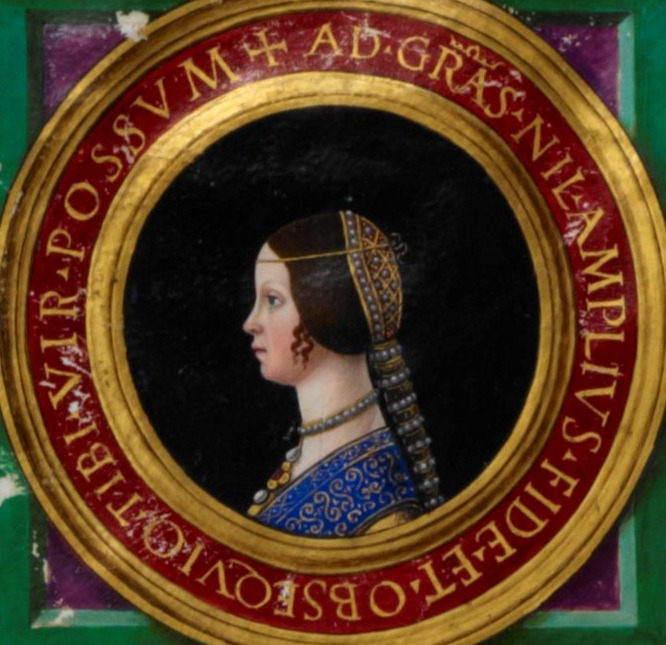
Beatrice d'Este all'età di 18 anni (1494).

Il 13 settembre la duchessa Beatrice aveva ordinato una splendida festa per compiacerlo, ma in quello stesso giorno Carlo cadde gravemente ammalato e Ludovico ne approfittò per rimandare la moglie nel loro castello di Annone, forse perché geloso dei corteggiamenti del barone di Beauvau nei suoi confronti. L'archiatra milanese Ambrogio da Rosate, venuto a curare il re, gli diagnosticò il vaiolo, ma si trattava forse piuttosto di una prima manifestazione della sifilide, di cui il re fu affetto in seguito e i cui sintomi potevano facilmente essere scambiati per vaiolo. Per questo evento la stessa prosecuzione della guerra fu messa in dubbio: molti membri del seguito del re desideravano ritornare in Francia. L'indisposizione tuttavia fu di breve durata: già il 21 settembre re Carlo si levò dal letto, e Luigi d'Orleans cadde viceversa ammalato di doppia febbre quartana.
Il duca Ercole d'Este contava, anche forse per intercessione della figlia e del genero, d'essere nominato capitano generale dell'esercito francese, ma poiché s'accorse che il progetto non sarebbe andato in porto, il 22 settembre ripartì malcontento per Ferrara.
Partito da Asti, Carlo si recò a Casale su invito del marchese Guglielmo IX di Monferrato, desideroso di conoscere la di lui madre Maria, che si diceva una bellissima donna. Di lì passò nei territori del ducato di Milano e per vari giorni fu ospitato a Vigevano dai duchi di Bari. Ludovico tollerò senza opporsi che il re si impossessasse del castello, pretendendo le chiavi di ogni porta, sebbene i francesi si comportassero "molto bestialmente et con gran superbia", sia ammazzando e ferendo gli italiani, e addirittura cacciandone alcuni di casa a bastonate, sia dando luogo a risse mortali fra loro stessi all'interno degli alloggiamenti. L'ambasciatore estense Giacomo Trotti li definiva "insolenti, bestiali et superbi".

### Morte di Gian Galeazzo Sforza

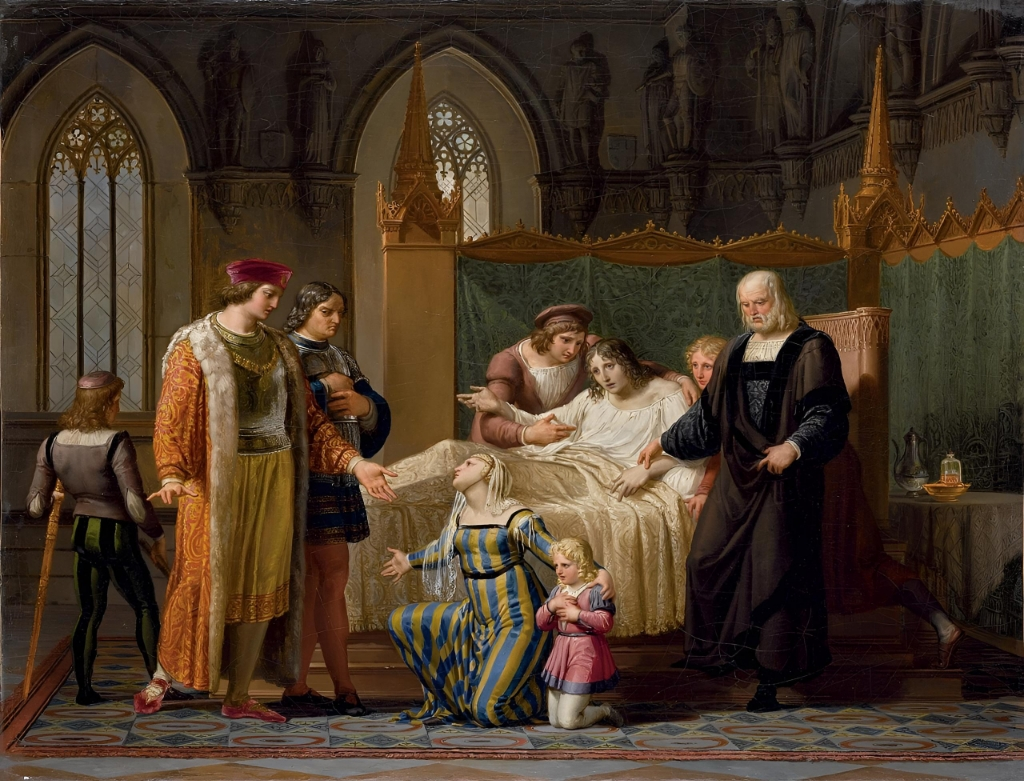
L'incontro di Carlo VIII e Gian Galeazzo Sforza a Pavia nel 1494, Pelagio Palagi. Davanti al letto del marito morente, la duchessa Isabella supplica in ginocchio il sovrano Carlo VIII di non voler proseguire la guerra contro Alfonso suo padre e gli affida il figlioletto Francesco. Accanto al re, con viso losco, sta il duca Ludovico, presunto responsabile dell'avvelenamento.

Il re si recò quindi a Pavia, dove volle incontrare il duca Gian Galeazzo Sforza moribondo in letto. La moglie Isabella d'Aragona dapprima rifiutò con assoluto rigore d'incontrare il re, minacciando il suicidio con un coltello di fronte agli allibiti Ludovico Sforza e Galeazzo Sanseverino, nel caso in cui l'avessero voluta costringere, dicendo: "prima mi amazerò mi medesima, che mai vadi a la sua presentia de chi va a la ruina dil Re mio padre!"; in un secondo momento si recò di sua spontanea volontà nella camera del marito, si gettò in ginocchio ai piedi di re Carlo e, mostrandogli il figliolo Francesco Maria, unico erede maschio, lo scongiurò di proteggere la sua famiglia dalle mire di Ludovico Sforza e di rinunciare alla conquista del regno di suo padre, il tutto alla presenza dello stesso Ludovico. Il re si commosse per quella scena, e promise di proteggerne il figlio, ma rispose che non avrebbe potuto interrompere una guerra ormai incominciata.
Da Pavia, il 17 ottobre Carlo partì con tutto l'esercito alla volta di Piacenza, accompagnato da Ludovico. Militavano già tra i francesi, per parte lombarda, i due rinomati condottieri Gian Francesco e Fracasso Sanseverino, ma Carlo volle avere ugualmente con sé anche il loro fratello Galeazzo che, oltre a essere fine cortigiano, gli era garante delle intenzioni del Moro. Il 21 ottobre, aggravatosi, Gian Galeazzo Sforza morì, secondo alcuni avvelenato dallo zio, secondo altri per debolezza intrinseca, per gli eccessi e per disturbi di stomaco che si trascinava fin dall'adolescenza. Ludovico ricevette la notizia immediatamente e quel giorno stesso partì di corsa da Piacenza, raggiungendo nel giro di pochissime ore Milano, dove riuscì a farsi proclamare duca al posto del piccolo Francesco Maria. Tre giorni dopo, il 25, ripartì per Piacenza insieme alla moglie Beatrice, ormai al sesto mese di gravidanza, e raggiunse il re che si era nel mentre spostato a Fornovo, accompagnandolo fino in Toscana. Tuttavia la loro permanenza presso l'esercito francese fu breve poiché, sdegnato dall'alterigia del re, che non gli mostrava il rispetto dovuto, Ludovico deliberò il 13 novembre di tornare a Milano. In questo frangente maturò in sostanza la decisione, messa in atto pochi mesi dopo, di staccarsi dall'alleanza del re per formare una lega antifrancese.

### Discesa in Toscana
Il re di Napoli Alfonso d'Aragona affidò il comando generale dell'esercito napoletano al figlio Ferrandino, duca di Calabria, che, per quanto giovane, era dotato di eccezionali qualità sia belliche che politiche. Questi nel settembre-ottobre sostò con le truppe in Romagna, dove ricercò - con espedienti non meno seduttivi che politici - l'alleanza di Caterina Sforza, signora di Forlì e Imola, essendo lo stato di costei luogo importante di transito verso Napoli.

### Il sacco di Mordano
Ferrandino sfidò più volte apertamente i francesi a venire alle mani, o in duello singolo o con tutto l'esercito, ma questi non vollero mai accettare battaglia né campale né singola, sicché gli scontri constarono di sole scaramucce. Nel frattempo i francesi andavano accrescendosi di numero e decisero di attirare il duca di Calabria in una trappola: tra il 20 e il 21 ottobre attorno alla cittadina di Mordano si radunarono tra i quattordicimila ai sedicimila francesi per cingerla d'assedio. Caterina chiese il soccorso dei napoletani per difenderla, ma Ferrandino, disponendo di molti meno uomini e prevedendo una sconfitta, su consiglio dei propri generali decise di non rispondere alle richieste di aiuto della contessa. Ne seguì una strage di civili solo in parte mitigata dalle premure del capitano Fracasso. Caterina, adiratissima, passò dalla parte dei francesi, rompendo l'alleanza coi napoletani; pertanto Ferrandino lasciò Faenza per dirigersi verso Cesena. Stando ai cronisti coevi, il sacco non avvenne per negligenza di Ferrandino, ma per una sua effettiva impossibilità di sconfiggere i francesi, fortificati in "boni bastioni". Egli lasciò comunque presso i forlivesi il ricordo di sé come capitano onorato, onesto e rispettoso dei civili.

### Passaggio in Toscana
Carlo, dapprima intenzionato a percorrere la via Emilia fino alla Romagna, mutò proposito e, dopo una tappa a Piacenza, si diresse verso Firenze. La città era tradizionalmente filofrancese, ma la politica incerta del suo signore, Piero di Lorenzo de' Medici, figlio di Lorenzo il Magnifico, l'aveva schierata in difesa degli Aragonesi di Napoli.

Il pericolo incombente di saccheggi e di violenze dell'esercito francese (enfatizzati dalle violente prediche di Girolamo Savonarola) accentuò il rancore della maggior parte dei cittadini contro i Medici. Le violenze si verificarono puntualmente quando Carlo VIII entrò il 29 ottobre a Fivizzano. Scrive al riguardo Francesco Guicciardini nella sua Storia d'Italia: «… e accostatosi a Fivizano, castello de' fiorentini, dove gli condusse Gabriello Malaspina marchese di Fosdinuovo loro raccomandato, lo presono per forza e saccheggiorno, ammazzando tutti i soldati forestieri che vi erano dentro e molti degli abitatori: cosa nuova e di spavento grandissimo a Italia, già lungo tempo assuefatta a vedere guerre più presto belle di pompa e di apparati, e quasi simili a spettacoli, che pericolose e sanguinose».

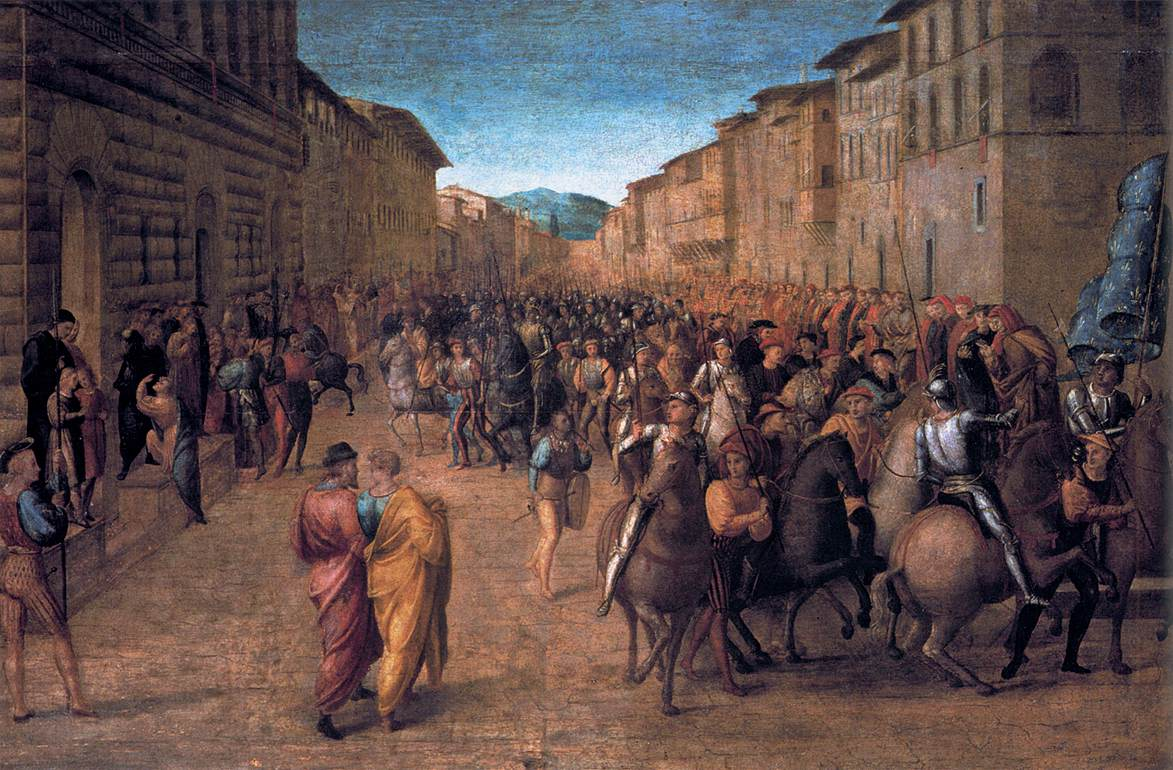
Ingresso trionfale di Carlo VIII a Firenze, 17 novembre 1494, di Francesco Granacci.

Successivamente Carlo pose l'assedio alla rocca di Sarzanello, chiedendo che gli fosse lasciato il passo per Firenze. Piero, mutato consiglio, si recò ad incontrare il re per trattare, ma dovette invece concedergli le fortezze di Sarzanello, di Sarzana e di Pietrasanta, le città di Pisa e di Livorno con i loro porti utili alle navi francesi in appoggio all'esercito, e il libero passaggio per la Toscana, più la somma di 120000 fiorini.
Tornato a Firenze l'8 novembre, Piero ne fu costretto a fuggire dai fiorentini, che approfittarono di accusarlo di atteggiamento vile e servile e proclamarono la Repubblica. Allo stesso tempo i fiorentini agevolarono l'invasione di Carlo VIII, considerandolo restauratore della loro libertà e riformatore della Chiesa (il cui Papa Alessandro VI, salito al soglio pontificio il 26 agosto 1492, era considerato indegno dal Savonarola).
In Firenze però sorse subito un contrasto quando il liberatore Carlo pretese da Firenze un'ingente donazione di denaro che il governo fiorentino rifiutò. Alla minaccia del re francese di ordinare con le trombe il saccheggio della città il gonfaloniere Pier Capponi rispose che Firenze avrebbe risposto suonando a distesa le campane cittadine per chiamare il popolo a resistere. Alla pericolosa minaccia di una sommossa il re preferì proseguire verso Roma.

### Passaggio in Lazio
Fremono l'ombre, e gridano: « vergogna! »

Si fa più grave all'ossa lor la terra

Or che calca le tombe un piè nemico.»
(Giovanni Battista Niccolini, Ludovico Sforza detto il Moro.)
Timoroso di inimicarsi le potenze europee, Carlo non intendeva deporre Alessandro VI dal papato. Marciò verso Roma e prese dapprima Civitavecchia. Il Papa, non potendo resistere con le armi, attuò l'espediente di imprigionare i cardinali Ascanio Sforza, fratello del Moro, e Federico Sanseverino. Quando ricevette questa notizia, Galeazzo Sanseverino, che aveva accompagnato il re fino a Viterbo, immediatamente partì per Milano onde avvisare il suocero. Ludovico, furibondo, a furia di minacce ne ottenne infine dal Papa la liberazione.
Dopo avere lasciato la Romagna, Ferrandino d'Aragona s'era recato a Roma ad esortare papa Alessandro VI "a star costante et saldo, et a non abbandonar el re suo padre". Ma il Papa, riluttante, cedette infine ai francesi, e se non altro offrì al giovane principe un salvacondotto col quale avrebbe potuto attraversare indisturbato l'intero Stato Pontificio così da tornarsene a Napoli. Ferrandino rifiutò sdegnato il salvacondotto e l'ultimo giorno dell'anno, 31 dicembre 1494, se ne uscì per la porta di San Sebastiano, proprio mentre da quella di Santa Maria del Popolo entrava re Carlo VIII con l'esercito francese. L'accordo non risparmiò tuttavia Roma dai saccheggi delle truppe francesi, che si comportarono molto incivilmente, riempiendo gli appartamenti papali di "immunditie et paglia et molti tristi fetori". Erano ritenuti peggiori dei turchi, infatti avevano saccheggiato "e depredato tutto il mondo", non risparmiando neppure le chiese col bruciare i tetti e ogni tipo di legni, e devastato le campagne in modo che "mai fu visto la magiore crudelità".
Per evitarne un'ulteriore permanenza in città, il 6 gennaio 1495 Alessandro VI accolse Carlo VIII e ne autorizzò il passaggio negli Stati pontifici verso Napoli, affiancandogli come cardinale legato il figlio Cesare Borgia. Carlo VIII assediò ed espugnò il castello di Monte San Giovanni, trucidando 700 abitanti, e Tuscania (Viterbo), distruggendone due terzieri e uccidendone 800 abitanti.

### Abdicazione di Alfonso II

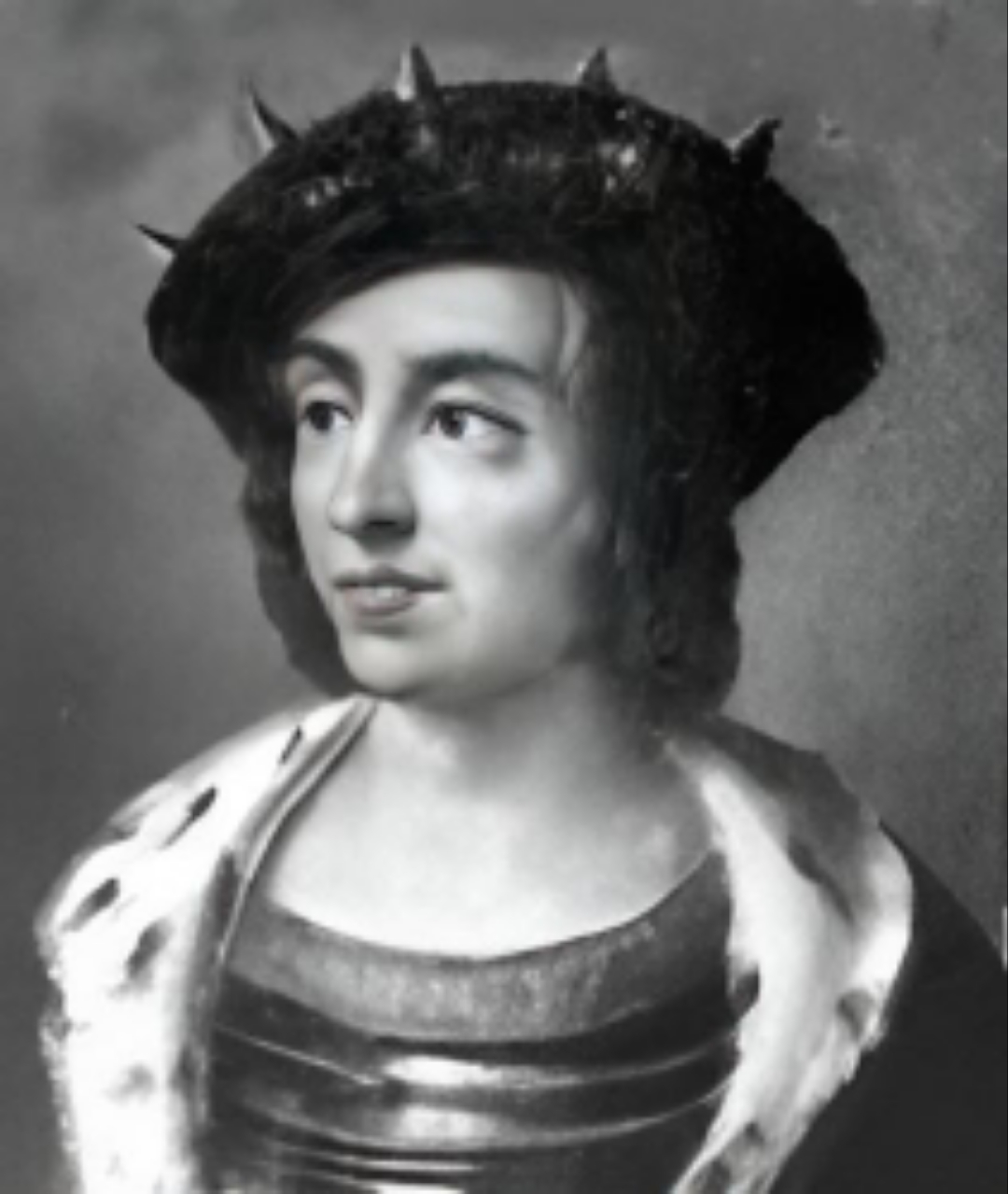
Presunto ritratto di re Ferrandino.

Con l'avvicinarsi delle truppe nemiche, il re di Napoli Alfonso II, conoscendo di essere profondamente odiato dal popolo napoletano per le proprie angherie e dalla nobiltà per le uccisioni perpetrate a seguito della congiura dei baroni, pensò di assicurare maggiore stabilità al trono e alla discendenza abdicando in favore del giovane Ferrandino, viceversa amatissimo per le proprie virtù sia dal popolo sia dalla nobiltà, ed egli ritirarsi a vita monastica presso il monastero di Mazzara in Sicilia. Questa decisione sarebbe stata maturata a seguito dell'apparizione del fantasma del padre Ferrante I a un suo medico, al quale il defunto re avrebbe detto di abbandonare ogni speranza, perché la casa d'Aragona era destinata a estinguersi per l'enormità dei propri peccati.
Il 22 gennaio 1495 Alfonso II cedette la corona a Ferrandino, ma nonostante l'impegno profuso dal nuovo re, che cercò in breve di rimediare a tutti gli errori commessi dai propri predecessori, ciò non servì comunque ad evitare la conquista francese di Napoli. Tradito dai propri capitani e dalle città che si andavano dando al nemico, Ferrandino prese la drastica decisione di allontanarsi da Napoli in cerca di rinforzi. Prima d'imbarcarsi alla volta di Ischia con la famiglia, convocò però l'intero popolo e promise loro che sarebbe tornato nel giro di 15 giorni e che, se così non era, potevano considerarsi tutti quanti sciolti dal giuramento di fedeltà e di obbedienza fatto nei suoi confronti. Prima di rifugiarsi a Messina, passò così con la famiglia reale ad Ischia, dove famoso rimase il tradimento del castellano Justo della Candida, che gli fece trovare le porte sbarrate. Ferrandino riuscì, con un pretesto, a farsi introdurre da Justo all'interno della fortezza e, appena se lo trovò di fronte, lo pugnalò "con tanto impeto che con la ferocia e con la memoria dell'autorità regia spaventò in modo gli altri che in potestà sua ridusse subito il castello e la rocca".

### Conquista di Napoli

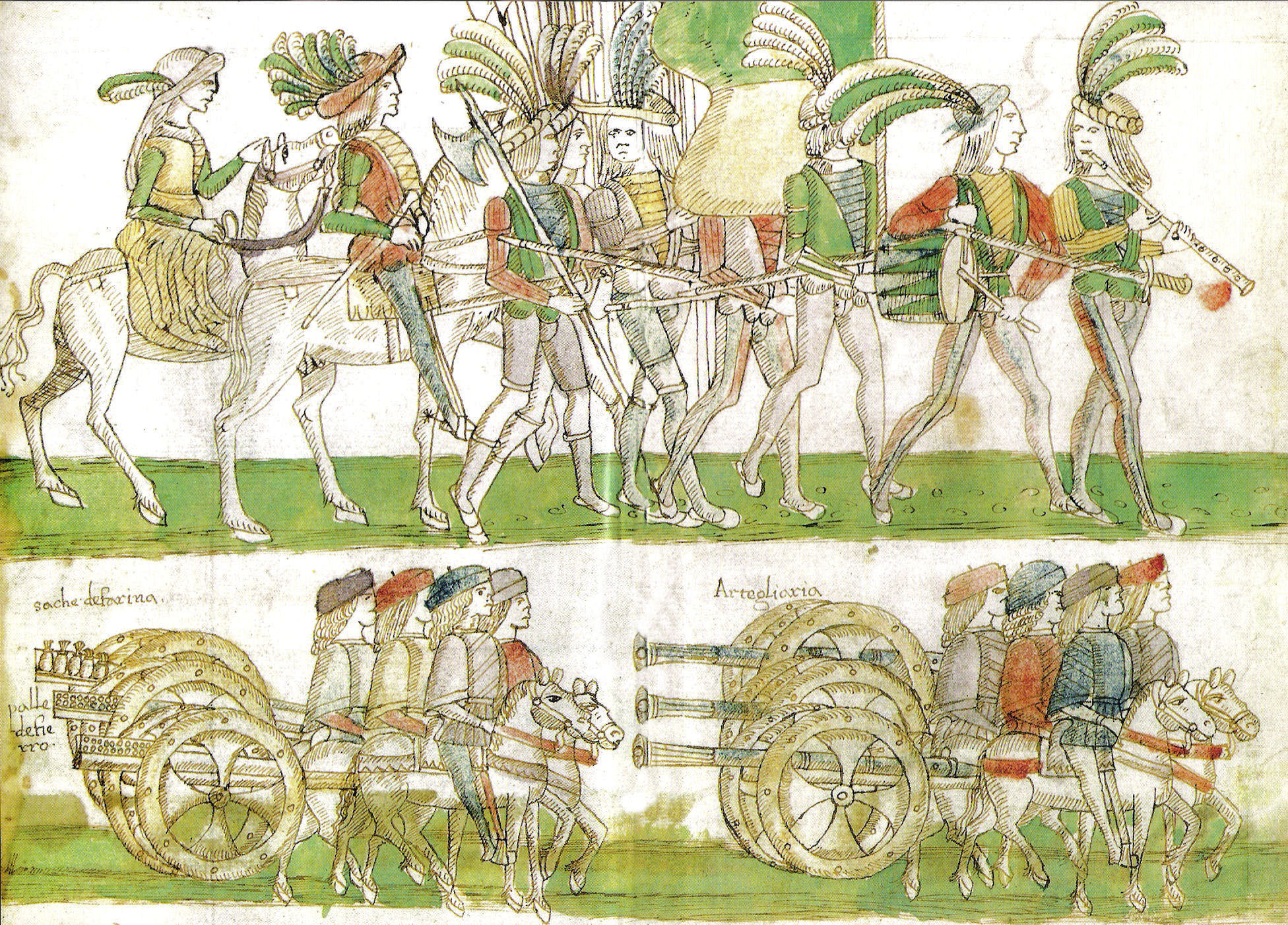
Ingresso delle truppe francesi a Napoli, il 22 febbraio 1495, dalla Cronaca figurata del Quattrocento di Melchiorre Ferraiolo

Il 22 febbraio re Carlo occupò Napoli senza combattere, dove i nobili napoletani gli aprirono le porte e lo incoronarono re di Napoli. Egli prese dimora in Castel Capuano, l'antica reggia fortificata dei re normanni di Sicilia; qui si trattenne oziosamente per qualche mese, dilettandosi con le proprie amanti, e specialmente con la favorita Eleonora Piccolomini d'Aragona, figlia del defunto duca di Amalfi. Ormai padrone di Napoli, Carlo chiese di incontrare in colloquio il principe Federico e per tramite suo offrì a Ferrandino dei larghi possedimenti in Francia, a patto che rinunciasse a ogni pretesa sul regno di Napoli e alla dignità regale. Federico, il quale conosceva bene le intenzioni del nipote, subito rispose che Ferrandino non avrebbe mai accettato una simile offerta, poiché "era deliberato a vivere e morire da re, com'era nato". Pur avendo molti sostenitori fra i nobili napoletani, in gran parte nostalgici del periodo angioino, e il controllo quasi totale del regno, Carlo non seppe sfruttare tali condizioni a suo favore e impose funzionari francesi ai vertici di tutte le amministrazioni. La debolezza delle sue scelte, dettate dall'arrogante convinzione di essere padrone indiscusso del reame e magari dell'intera Penisola, diede tempo e forza agli altri stati italiani di coalizzarsi contro lui. Lo stesso Ludovico il Moro non aveva mai avuto intenzione di favorirlo realmente nella conquista, bensì aveva contato sul fatto che i signori d'Italia, e soprattutto Firenze, non lo avrebbero lasciato passare.
La dominazione francese entrò subito in odio ai napoletani, che ne subivano i continui soprusi, tra stupri e saccheggi, per cui già nel maggio, forte di nuove truppe e del sostegno degli alleati, Ferrandino poté tornare nella penisola, acclamato al grido di "Ferro! Ferro!", e intraprendere la difficoltosa riconquista del regno a partire dalla Calabria.

## Seconda fase

### La Lega di Venezia
La velocità e la violenza della campagna e la facilità con cui era avvenuta preoccupavano intanto i principati italiani. Specialmente i Veneziani e il nuovo duca di Milano, Ludovico il Moro, compresero che se Carlo non fosse stato fermato, la penisola italiana sarebbe presto diventata un'altra provincia della Francia:
d'aver fatto in Italia venir Carlo;

che sol per travagliar l'emulo antico

chiamato ve l'avea, non per cacciarlo;

e se gli scuopre al ritornar nimico

con Veneziani in lega, e vuol pigliarlo.

Ecco la lancia il re animoso abbassa,

apre la strada e, lor mal grado, passa.»
(Ludovico Ariosto, Orlando Furioso, Canto XXXIII, 31)
Venezia avviò trattative per una lega che unisse gli stati italiani e i maggiori potentati europei in un'alleanza anti-francese. Coinvolto in un "potente gioco" tra la Francia e i vari stati italiani e intenzionato ad assicurare feudi secolari per i suoi figli, Papa Alessandro VI entrò in un'alleanza i cui accordi furono firmati a Venezia il 31 marzo 1495 e che fu conosciuta come la Lega Santa del 1495 o Lega di Venezia, composta da quanti si opponevano all'egemonia francese in Italia: il Papato, Ferdinando II d'Aragona re di Sicilia, l'imperatore Massimiliano I, gli Sforza di Milano, Il Regno d'Inghilterra e la Repubblica di Venezia. Apparentemente, lo scopo della lega era d'opporsi all'Impero ottomano, mentre era diretta in realtà contro la Francia. La lega ingaggiò un condottiero veterano, Francesco II Gonzaga, marchese di Mantova, per raccogliere un esercito ed espellere i francesi dalla penisola. Dal 1º maggio questo esercito incominciò a minacciare i presidi che Carlo aveva lasciato lungo il suo tragitto per assicurarsi i collegamenti con la Francia.
Un quadro politico di questo esatto momento storico (febbraio 1495) è offerto dal cifrario segreto estense, dove a ciascun personaggio è attribuito un soprannome in virtù del ruolo politico giocato; così nell'ordine: il papa «dolet (si duole)», l’imperatore «canit (canta)», il re di Francia «ambulat (marcia)», il re di Napoli «plorat (implora)», il duca di Milano «splendet (splende)», il duca di Ferrara «laborat (si adopera)», la signoria di Venezia «vigilat (veglia)», il cardinale Ascanio «currit (corre)», la duchessa di Milano «sternit (abbatte)», il marchese di Mantova «gliscit (si accresce)», il duca d'Orleans «meridiat (riposa)», i Genovesi «balbutit (balbetta)», i Fiorentini «transcurrit (accorre)».

#### Battaglia di Seminara
Nel maggio una pesante sconfitta navale ad opera della flotta genovese (seconda battaglia di Rapallo) privò quasi totalmente Carlo del supporto navale necessario al trasporto delle pesanti artiglierie e alla logistica dell'esercito. Nello stesso mese il re di Francia, in seguito alle pulsioni filo-aragonesi del popolo napoletano e all'avanzare delle armate di Ferrandino nel Regno, comprese la necessità di lasciare Napoli e si avviò per rientrare in patria.
Ferrandino si unì a suo cugino, Ferdinando II d'Aragona, re di Sicilia e Spagna, che gli offrì assistenza nella riconquista del Regno. Il 24 maggio il generale aragonese Gonzalo Fernández de Córdoba giunse al porto di Messina con un piccolo esercito composto da 600 lancieri della cavalleria spagnola e 1 500 fanti, solo per scoprire che Ferrandino era già passato in Calabria con l'esercito, portando con sé la flotta dell'ammiraglio Requesens, e aveva rioccupato Reggio. Anche da Córdoba passò in Calabria due giorni dopo.

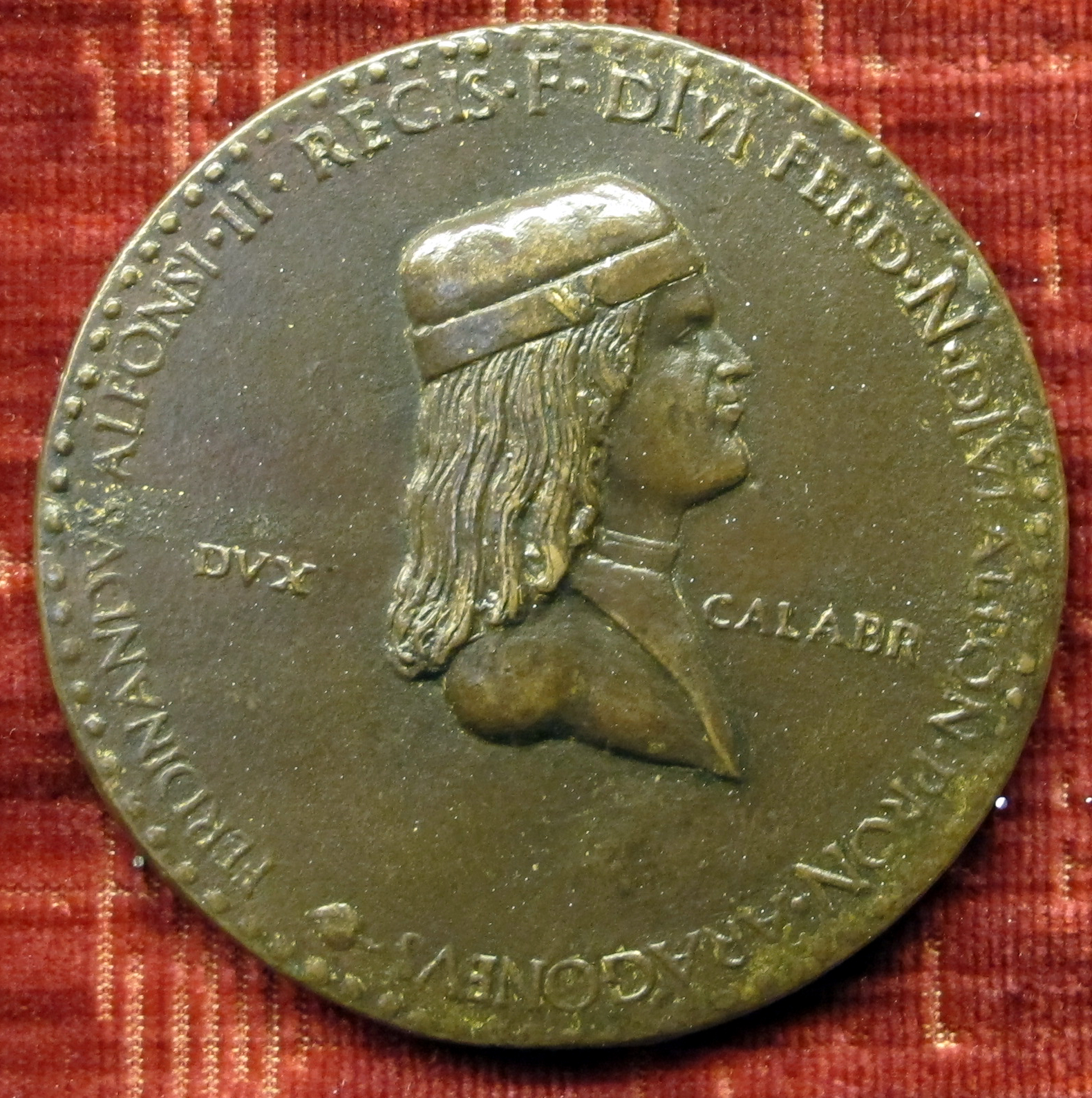
Medaglia raffigurante Ferrandino duca di Calabria, Adriano Fiorentino, 1494 circa.

Il re condusse l'esercito alleato fuori dall'abitato di Seminara il 28 giugno e prese posizione lungo un torrente. Inizialmente il combattimento volse a favore degli alleati e Ferrandino combatté con grande valore, tanto che "parea fosse risuscitato quillo grande Ettore de Troia", però la milizia calabrese, presa dal panico, tornò indietro; sebbene Ferrandino tentasse di arrestare la loro fuga, i calabresi in ritirata furono attaccati dai gendarmi franco-svizzeri che erano riusciti ad attraversare il corso d'acqua trionfando. La situazione divenne presto disperata per le forze alleate: il re, facilmente riconosciuto dal lussuoso abbigliamento, fu duramente attaccato, disarcionato e minacciato dalle forze nemiche e sfuggì solo grazie al sacrificio di Giovanni di Capua, fratello del Conte di Altavilla, che gli cedette la propria cavalcatura.
Nonostante la vittoria delle forze francesi e svizzere, Ferrandino, grazie alla lealtà del popolino, fu presto in grado di riprendere Napoli. De Córdoba, usando delle tattiche di guerriglia, lentamente riconquistò il resto della Calabria. Molti dei mercenari al servizio dei francesi si ammutinarono a causa del mancato pagamento del soldo e ritornarono in patria, le rimanenti forze francesi furono intrappolate ad Atella dalle forze riunite di Ferdinando e del Cordova e costrette ad arrendersi. Già il 7 luglio 1495 Ferrandino poté rientrare a Napoli, accolto dalla popolazione festante.
L'insolenza e la crudeltà dei francesi resero ancor più grato ai napoletani il suo ritorno. Infatti Ferrandino usava "humanità, piacevolenza et liberalità con generosità di animo con ognuno, perdona a tutti, né mai alcune de luy se parte mal contento, né vole intendere alcuna offesa, né che li sia parlato de vendeta". Diverse città, monasteri, università, ma anche nobili e cittadini privati, gli offrirono spontaneamente soldati, denaro e gioielli per sostenere la sua causa: egli ricevette così circa 50 000 ducati, di cui 10 000 racimolati solo dal popolo di Napoli. Si aveva l'assoluta certezza che sarebbe riuscito in breve a liberare l'intero regno, sia perché non gli mancava il sostegno della potenza veneziana, sia perché, dovendo riscuotere tasse, non avrebbe incontrato alcuna opposizione da parte del popolo, "per essere non solum amato, ma adorato da ciascuno".

### L'assedio di Novara

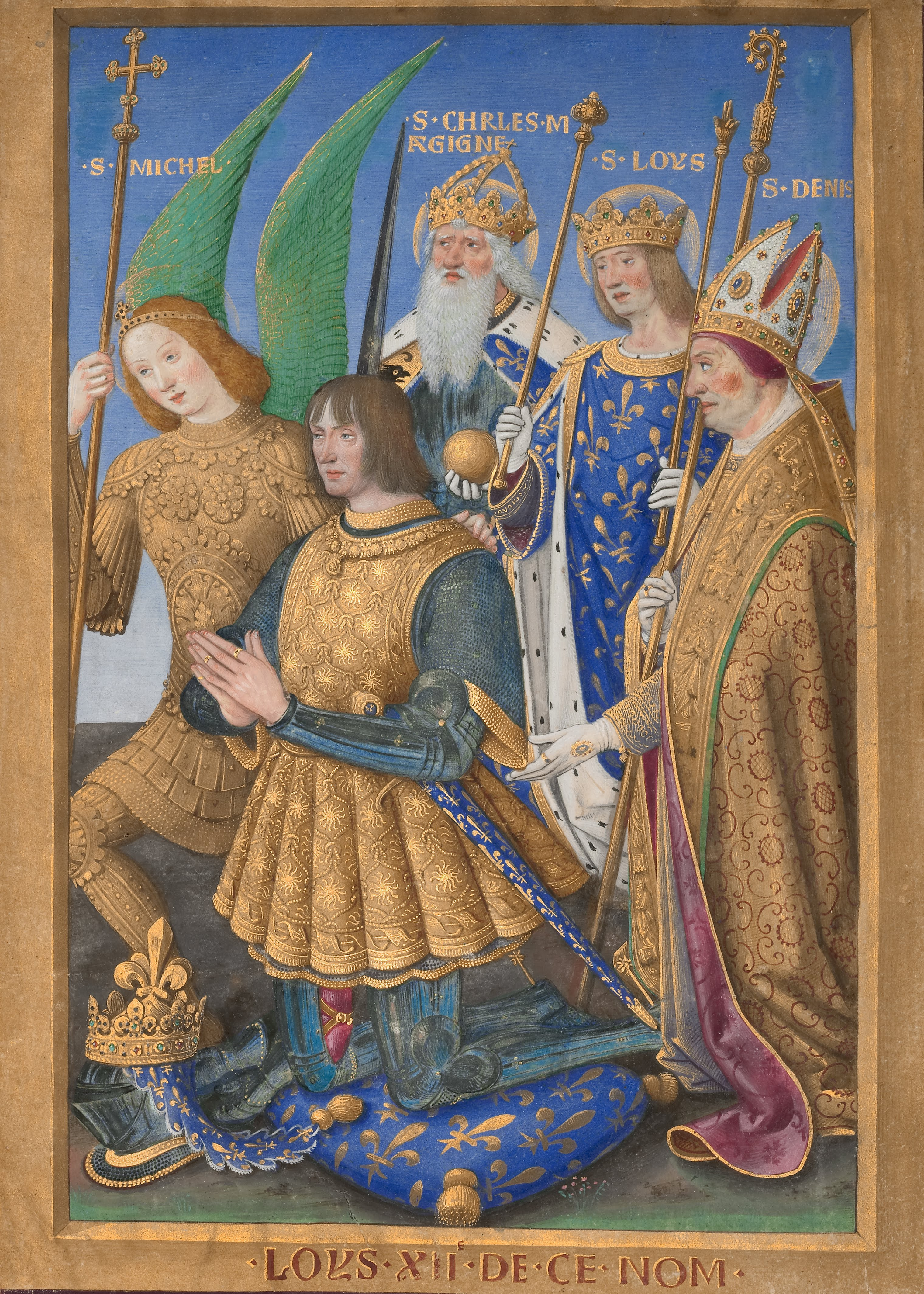
Luigi d'Orleans all'età di 36 anni (1498).

Il cugino del re, Luigi d'Orléans, non aveva seguito Carlo nella sua marcia verso Napoli, ma era rimasto nel proprio feudo d'Asti, essendosi ammalato di malaria nel settembre dell'anno precedente. Egli minacciava adesso d'attuare il proprio disegno di conquista del ducato di Milano, che riteneva suo di diritto, essendo egli discendente di Valentina Visconti. Ludovico Sforza, per rispondere alle sue palesi minacce, pensò di attaccare per primo Asti, ma la mossa sortì l'effetto contrario: Luigi d'Orléans l'anticipò sul fatto occupando con le proprie truppe, l'11 giugno, la città di Novara, che gli si diede per tradimento, e spingendosi sino a Vigevano.
Ludovico si rifugiò allora con la propria famiglia nella Rocca del Castello di Milano ma, non sentendosi ugualmente al sicuro, meditò di abbandonare il ducato per rifugiarsi in Spagna. La ferma opposizione della moglie Beatrice d'Este e di alcuni membri del consiglio lo convinsero tuttavia a desistere. Lo stato soffriva comunque di una grave crisi finanziaria, non v'era denaro per pagare l'esercito e il popolo, esasperato dalle tasse, minacciava la rivolta. Scrive il Comines che, se il duca d'Orleans avesse avanzato solo di cento passi, l'esercito milanese avrebbe ripassato il Ticino, ed egli sarebbe riuscito ad entrare a Milano, poiché alcuni nobili cittadini si erano offerti di introdurvelo.
Secondo il cronista veneziano Malipiero, Ludovico non resse alla tensione e cadde ammalato, forse a causa di un ictus (secondo l'ipotesi di alcuni storici), poiché era divenuto paralitico di una mano, non usciva mai dalla camera da letto e si faceva vedere raramente, dubitando che il popolo gli si rivoltasse contro: "El Duca de Milan ha perso i sentimenti; se abandona sé mede[s]mo; no fa le provision a tempo".
Malipiero è tuttavia il solo a riferire di questa sua strana malattia, inoltre la sua cronologia è discordante da quella del Sanudo, il quale non vi fa alcun accenno. L'anonimo cronista ferrarese si limita a dire che "il duca de Milano era amalato in questo tempo in Milano"; ma la malattia era forse una scusa per giustificare il fatto che la moglie Beatrice d'Este avesse, come in una sorta di reggenza, preso in mano il governo dello stato e della guerra al suo posto e che, come riferisce Bernardino Zambotti, fosse stata nominata governatrice di Milano insieme al fratello Alfonso, il quale tuttavia cadde ben presto ammalato di sifilide. Ella si assicurò l'appoggio e la fedeltà dei nobili milanesi, prese i necessari provvedimenti per la difesa e abolì alcune tasse in odio al popolo. Una lettera di Beatrice del 17 luglio testimonia in effetti di una malattia piuttosto grave di Ludovico, ma non è chiaro quando fosse cominciata, poiché fonti milanesi, fra cui l'ambasciatore Giacomo Trotti, risulta che ancora alla fine di giugno Ludovico fosse attivo e in salute, riunisse il consiglio, visitasse gli ambasciatori veneziani e prendesse provvedimenti di natura militare e sociale, quali appunto lo sgravio delle tasse, sebbene fosse a dir poco disperato.
L'esercito sforzesco si era nel mentre spostato nei pressi di Vigevano, sotto il comando del capitano generale Galeazzo Sanseverino, mentre la Serenissima inviò in soccorso di Milano Bernardo Contarini, provveditore degli stradiotti. L'esercito della Lega, guidato da Francesco Gonzaga, non si unì se non dopo la Battaglia di Fornovo, il 19 luglio. A giugno la Signoria di Venezia - stando a Malipiero - aveva nel frattanto scoperto che il duca di Ferrara, padre di Beatrice, assieme ai fiorentini riforniva in segreto il duca d'Orléans a Novara e teneva quotidianamente avvisato re Carlo di tutte le operazioni belliche a Venezia come in Lombardia, poiché il re gli aveva promesso in cambio di fargli recuperare il Polesine di Rovigo, territorio sottrattogli dai veneziani al tempo della Guerra del Sale. In aggiunta, il condottiero Fracasso, fratello di Galeazzo, venne accusato di doppio gioco col re di Francia.
Beatrice d'Este fin dal maggio aveva, con suppliche e con minacce, richiesto invano aiuti economici e militari al padre Ercole il quale, per non esporsi, acconsentì a mandare soltanto il denaro, ma rifiutò d'inviare i suoi uomini d'arme. Il 14 giugno ella ripeté un'ultima disperata richiesta, scongiurandolo che "per viscera Virginis Marie" volesse mandarle "tuti li cavali legeri et de magiore numero che la pote", ma anche stavolta inutilmente.
Non potendo contare, dunque, sull'aiuto paterno, la notte del 27 giugno Beatrice si recò da sola, senza il marito, al campo militare di Vigevano, sia per supervisionarne l'ordine sia per animare i suoi capitani a muovere contro il duca d'Orleans, che in quei giorni faceva continuamente scorrerie in quella zona. Il mattino seguente Galeazzo e Bernardo Contarini finalmente decisero di avanzare con l'esercito schierato in ordine da battaglia e recuperarono le posizioni perdute nei giorni precedenti. Fondamentale fu ferocia degli stradiotti di Bernardo, che infusero un grande terrore nei nemici, portandone le teste mozzate alla duchessa e al capitano. L'opinione del Guicciardini è che se il duca d'Orléans avesse tentato subito l'assalto, avrebbe preso Milano, poiché la difesa risiedeva nel solo Galeazzo, ma la dimostrazione di forza voluta da Beatrice valse a confonderlo nel fargli credere le difese superiori a quel che erano, cosicché egli non osò tentare la sorte e si ritirò dentro Novara. L'esitazione gli fu fatale, poiché permise a Galeazzo di riorganizzare le truppe e di circondarlo, costringendolo così a un lungo e logorante assedio.
(Cronaca di Genova scritta in francese da Alessandro Salvago)

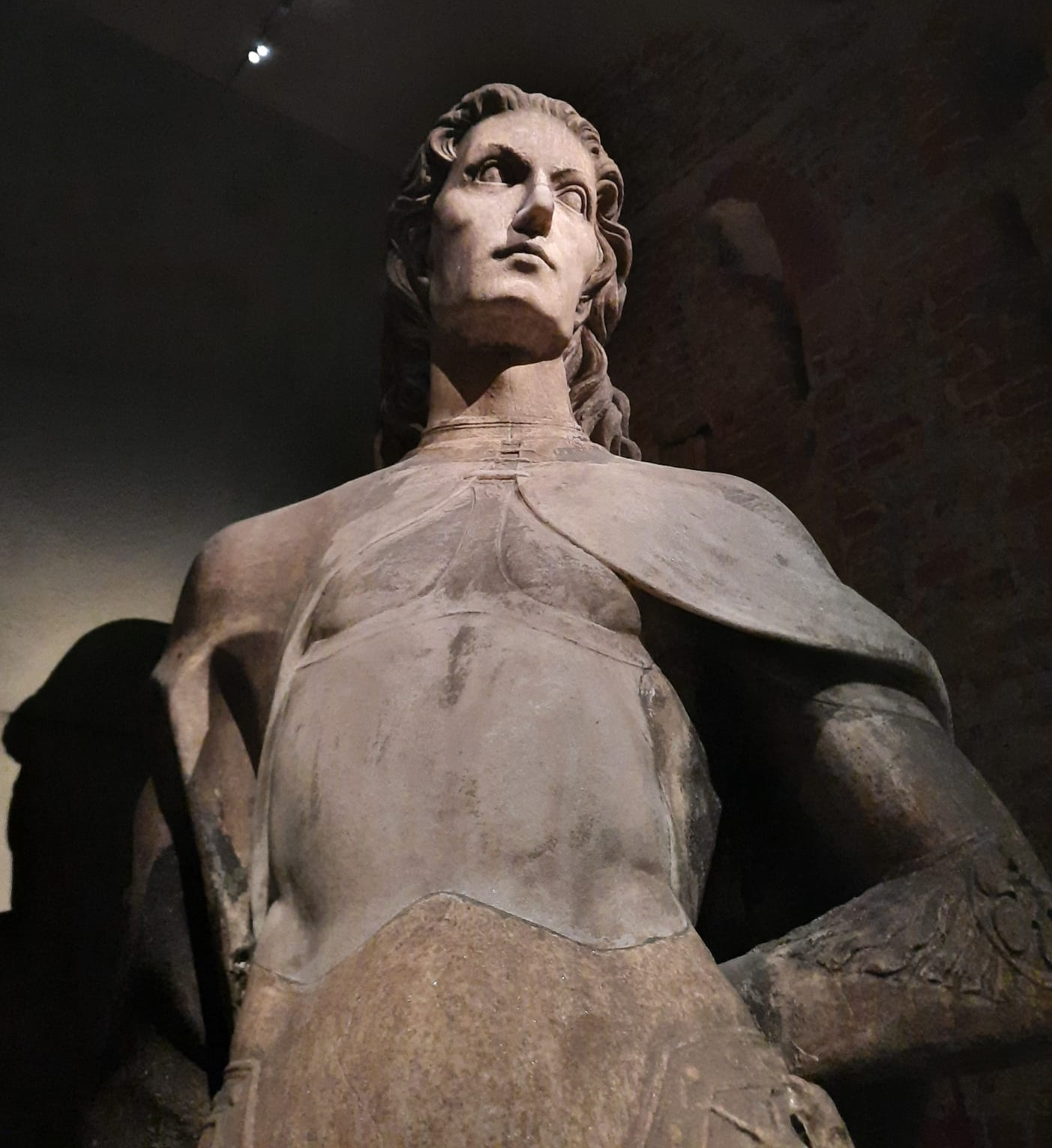
Probabile ritratto di Galeazzo Sanseverino, statua nella collezione del Grande Museo del Duomo di Milano

Il 29 giugno il campo si spostò a Cassolnovo, possesso diretto di Beatrice. La donna supervisionò l'ordine delle truppe e del campo, quindi tornò a Vigevano, dove rimase alloggiata, in modo tale da tenersi subito informata delle operazioni. A detta del Sanudo era però malvista da ognuno per l'odio che portavano al marito Ludovico, il quale stava al sicuro nel castello di Milano e da lì faceva i suoi provvedimenti. Ripresosi infine dalla presunta malattia, ai primi di agosto quest'ultimo si recò insieme alla moglie all'accampamento di Novara, dove risiedettero nelle successive settimane.
Nel frattempo la città era falcidiata da carestia ed epidemie che decimavano l'esercito nemico. Il duca d'Orleans, ammalato anch'egli di febbri malariche, esortava i suoi uomini a resistere con la falsa promessa che gli aiuti del re sarebbero presto giunti. Fu infine costretto a cedere la città su imposizione di re Carlo, che faceva ritorno in Francia, e l'impresa si risolse in un nulla di fatto.
(Francesco Giarelli, Storia di Piacenza dalle origini ai nostri giorni)

### Conclusione: La battaglia di Fornovo

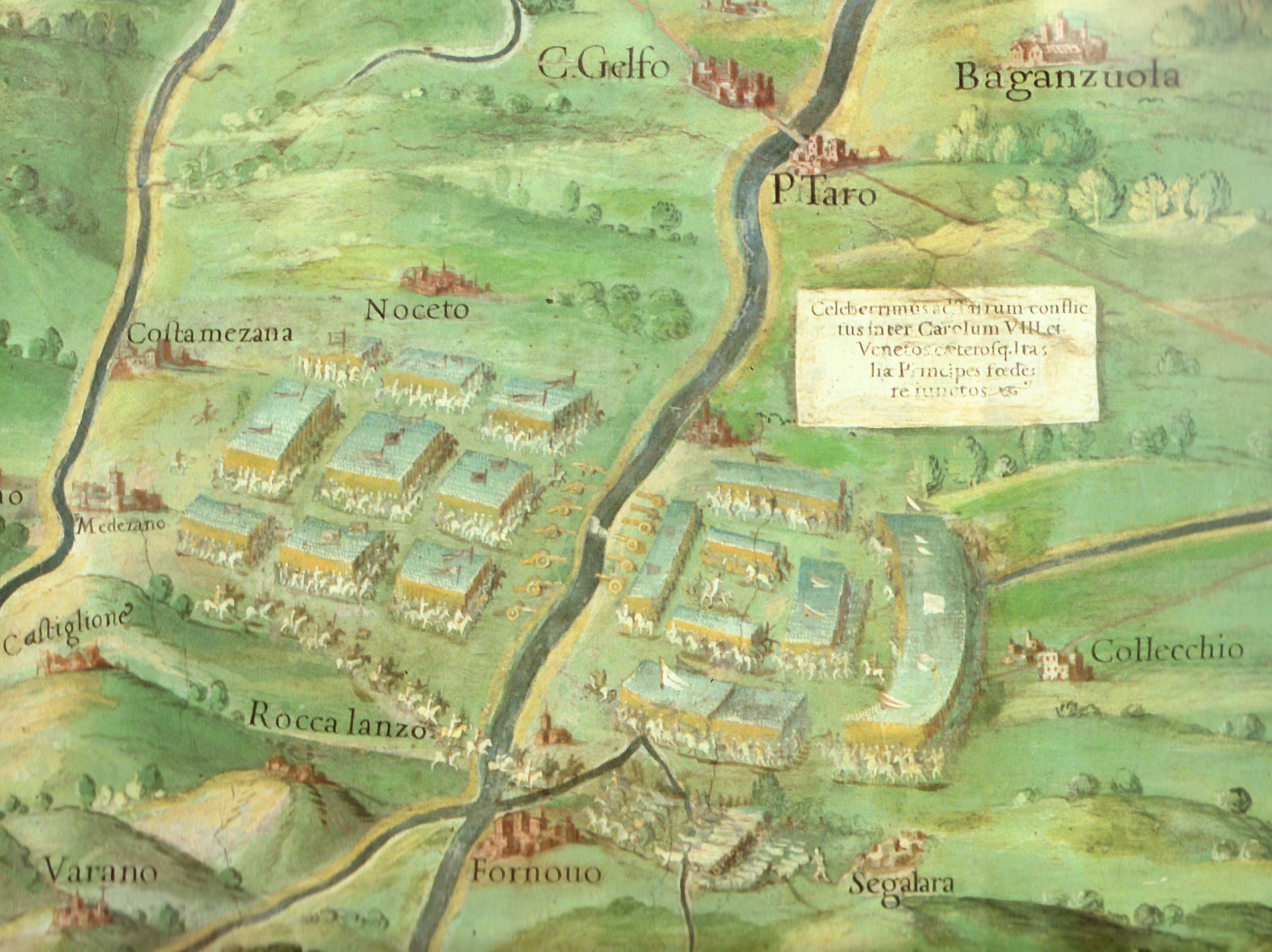
La battaglia di Fornovo
Galleria delle carte geografiche
Musei Vaticani

Carlo, volendo evitare di rimanere intrappolato in Campania, il 20 maggio lasciò Napoli e marciò verso nord per raggiungere la Lombardia, ma incontrò l'armata della Lega nella Battaglia di Fornovo il 6 luglio 1495.
Il risultato della battaglia fu tuttavia incerto, e, per certi versi, lo è ancora oggi, perché, pur essendo i Collegati in superiorità numerica e sotto il comando di uno dei più abili condottieri dell'epoca, Francesco Gonzaga, l'esercito di Carlo VIII rimaneva comunque più potente sotto l'aspetto tecnologico, e per numero e qualità di artiglierie. Già all'epoca sia gli italiani sia i francesi sostennero entrambi di aver vinto.
Tuttavia il risultato della battaglia può essere considerato almeno su tre aspetti: tattico, strategico e politico. A livello tattico fu una debolissima vittoria francese poiché Carlo VIII era riuscito a salvare l'esercito e aveva inflitto un numero maggiore di perdite agli avversari. Bisogna tuttavia considerare che i francesi erano soliti uccidere i prigionieri, mentre gli italiani preferivano scambiarli dietro riscatto, e questo comportamento influisce sul conteggio delle perdite.

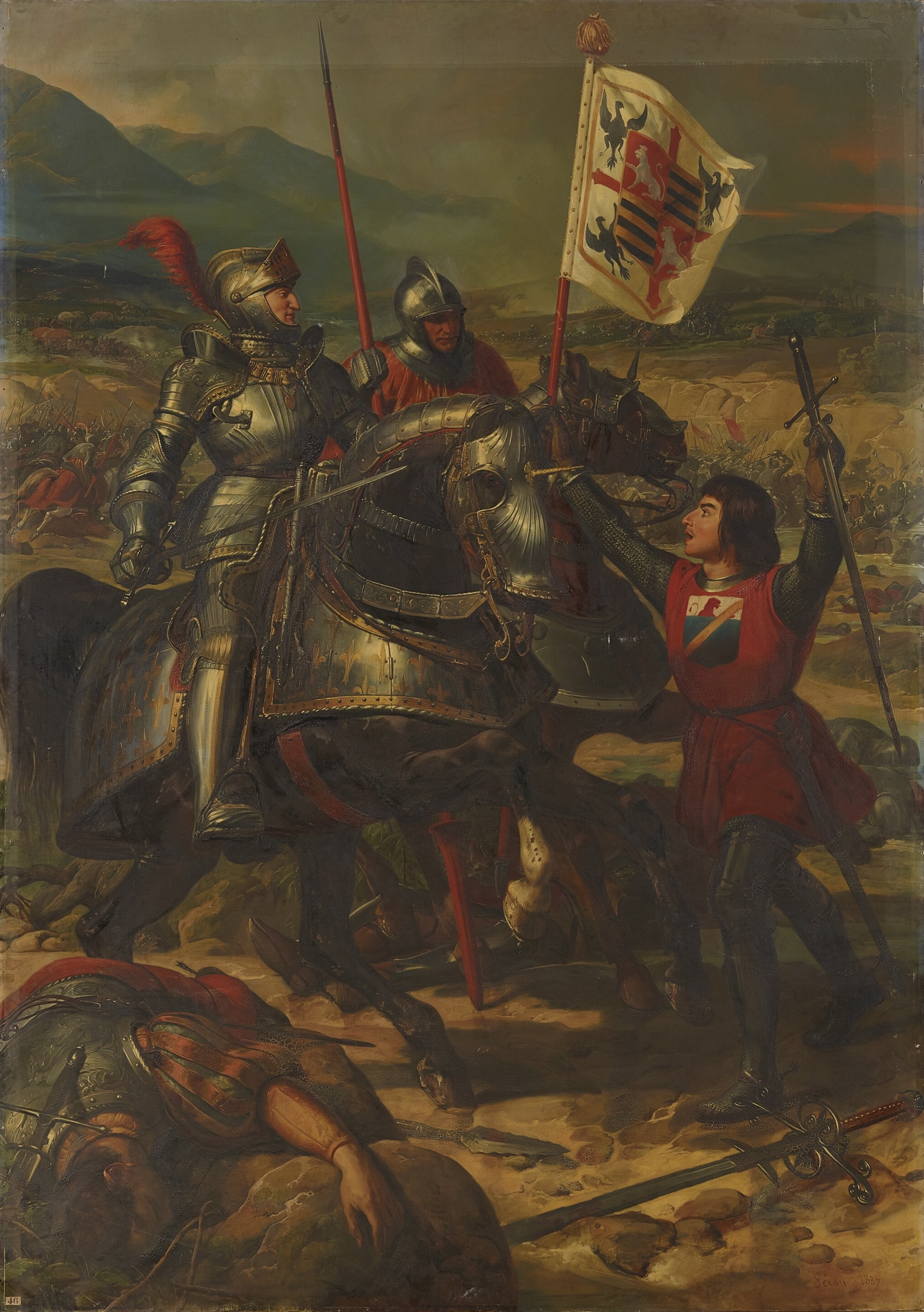
Battaglia di Fornovo: il re Carlo VIII è raffigurato a sinistra, il cavaliere Baiardo a destra. Eloi-Firmin Féron, 1837.

Strategicamente fu una parziale vittoria della Lega, dal momento che, benché non fosse riuscita ad annientare il re di Francia, aveva ottenuto lo scopo di farlo ritirare dalla penisola, con un esercito decimato e senza il bottino accumulato durante la campagna. Nella battaglia l'esercito francese aveva infatti perduto le salmerie e gran parte del parco di artiglieria. In questo senso la precedente battaglia di Rapallo aveva avuto una certa importanza, dato che i francesi si erano ritrovati in una situazione decisamente critica.
Infine, a livello politico gli Stati della Lega Santa si divisero e ricominciarono la loro politica l'uno contro l'altro, (anche all'interno degli Stati stessi) poco tempo dopo lo scontro, e ciò, a prescindere da come fosse stato l'esito militare della battaglia di Fornovo, dimostrò quale e quanto grande fosse la reale debolezza degli italiani: le divisioni intestine. Anche se Fornovo non era stata una vittoria totale ogni sovrano europeo avrebbe titubato di fronte alla prospettiva di combattere in una terra straniera e contro una coalizione ricca (si sa, la guerra si combatte anche con il denaro) come quella eventuale di Principati, Signorie e Repubbliche italiani. E infatti Carlo VIII aveva iniziato la propria ritirata da Napoli non perché fosse stato sconfitto sul campo, quanto dalla seria prospettiva di tale eventualità. Sotto questo aspetto, la battaglia di Fornovo fu una micidiale sconfitta per tutti gli stati della Lega.

### La pace di Vercelli
È nota come pace di Vercelli poiché i capitoli furono firmati a Vercelli, dove si trovava il re, ma fu in verità discussa nel campo di Novara: per parte francese intervennero come oratori Filippo di Comines, il presidente di Ganay e Morvilliers balivo di Amiens; per parte degli alleati un inviato del re dei Romani, l'ambasciatore di Spagna Juan Claver, il marchese Francesco Gonzaga, i provveditori Melchiorre Trevisan e Luca Pisani con l'ambasciatore veneziano, Ludovico Sforza con la moglie Beatrice e infine un ambasciatore del duca di Ferrara. Le trattative durarono più di quindici giorni e l'accordo fu firmato il 9 ottobre. Fu stabilito un salvacondotto per il duca d'Orleans, che fu tratto da Novara e andò a Vercelli, nonostante l'opposizione di quest'ultimo, che non voleva la pace. Anche il duca Ercole d'Este sembrava del medesimo parere: egli mandò, a detta del Comines, il conte Albertino Boschetti a Vercelli, con la scusa di chiedere il salvacondotto per il marchese di Mantova e altri che dovevano venire a discutere la pace. Ricevuto dal re, il conte gli suggerì invece di resistere, «dicendo che tutto il campo era in grande paura e che presto se ne sarebbero andati». A dispetto dei molti pareri discordi, i francesi accettarono la pace per necessità, per mancanza di denaro e per altre ragioni, pur essendo consapevoli che avrebbe avuto breve durata. Ai veneziani furono poi concessi due mesi di tempo per accettare la pace, ma essi la rifiutarono.
Il Monarca francese si ritirò in Francia passando attraverso la Lombardia: negli anni seguenti meditò una nuova campagna in Italia, ma la prematura morte per aver battuto la testa contro una porta gli impedì di attuarla. Il duca d'Orleans, dal canto suo, non smise un istante di minacciare una seconda spedizione contro il ducato di Milano, che fu in allarme fin dal 1496. La cosa ebbe seguito però solamente nel 1499, con la seconda discesa dei francesi in Italia, quando egli divenne re col nome di Luigi XII, e Ludovico Sforza si ritrovò senza più alleati.

## Responsabilità del conflitto
Nel corso dei secoli gli storici non furono concordi nell'attribuzione della colpa di un conflitto che avrebbe poi dato avvio a una serie di guerre lunga oltre mezzo secolo, in seguito alle quali la penisola italiana perdette la propria indipendenza, "quel lugubre ed atroce quarantennio della nostra storia che [...] vide la libertà, la ricchezza, l'onore stesso d'Italia precipitare tra bagliori di incendi e rossore di sangue in una ruina così terribile che ne durano ancora [...] le tracce e i danni". Storici dell'importanza di Bernardino Corio attribuiscono comunemente a Beatrice d'Este e Isabella d'Aragona la causa dell'estinzione degli Sforza come degli Aragona di Napoli:
(Bernardino Corio, Historia di Milano)
(Jacopo d'Atri, Croniche del marchese di Mantova.)

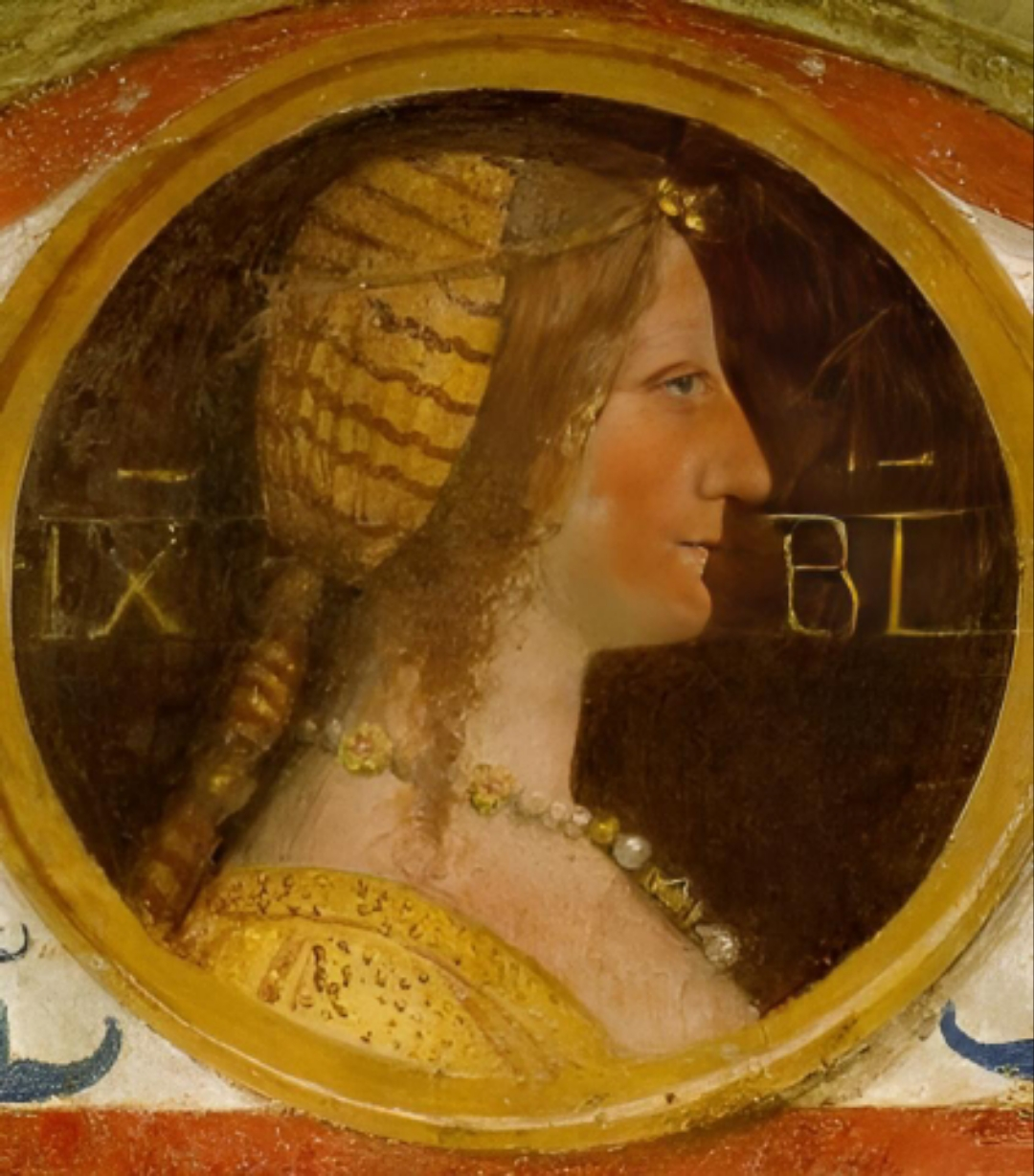
Lunetta di Isabella d'Aragona nella casa degli Atellani, Milano.

Altri invece, quali Carlo Rosmini e Paolo Giovio, ne scaricano la colpa interamente su Beatrice, assolvendo in ciò Isabella:
(Dell'istoria di Milano del cavaliere Carlo de' Rosmini roveretano. Tomo 1)

Né l'uno né l'altro riconoscono però l'importanza dell'intervento di Beatrice nel respingere i francesi dalla Lombardia, né la sua positiva influenza nel governo dello stato milanese, alla qual cosa accennarono invece già alcuni autori coevi, quali Marin Sanudo, Alessandro Salvago, Vincenzo Calmeta, pur non essendo pienamente riconosciuta fino all'avvento degli storici ottocenteschi, e dimenticata da quelli successivi. Ludovico Ariosto, considerato "il terzo grande pensatore politico del suo tempo, accanto a Machiavelli e Guicciardini", legò anzi la presenza di Beatrice al destino dell'Italia intera: «Beatrice bea, vivendo, il suo consorte / e lo lascia infelice alla sua morte; / anzi tutta l'Italia, che con lei / fia [sarà] triunfante, e senza lei, captiva [prigioniera]»; e ancora: «E Moro e Sforza e Viscontei colubri, / lei viva, formidabili saranno / [...] lei morta, andran col regno degl’Insubri, / e con grave di tutta Italia danno, / in servitute; e fia stimata, senza / costei, ventura la somma prudenza».
(Maria Bellonci, Lucrezia Borgia, Edizioni Mondadori, 2019.)
In un'ottica che tende però a occultare le presenze femminili nella storia, la colpa fu tradizionalmente attribuita al solo Ludovico Sforza, come fecero ad esempio Niccolò Machiavelli e Francesco Guicciardini, che lo chiama "autore e motore di tutto il male", e addirittura "causa della rovina del mondo".
(Francesco Guicciardini, Storia fiorentina.)
Ludovico stesso si pentiva delle proprie azioni, ammettendo di avere "fatto gran male all'Italia", seppure al solo scopo di conservare la propria posizione, ma ne dava la colpa al re di Napoli e in parte anche alla Signoria di Venezia:
(Parole di Ludovico Sforza all'oratore veneziano Francesco Foscari.)
Anche Domenico Malipiero imputa indirettamente la colpa a Ludovico, riportando nei suoi "Annali" il suo atteggiamento ambiguo e ostile nei confronti dei suoi stessi alleati, nonché le voci che circolavano sulla reputazione del duca anche tra gli ambasciatori, e dunque le corti, stranieri:
(Domenico Malipiero "Annali Veneti")

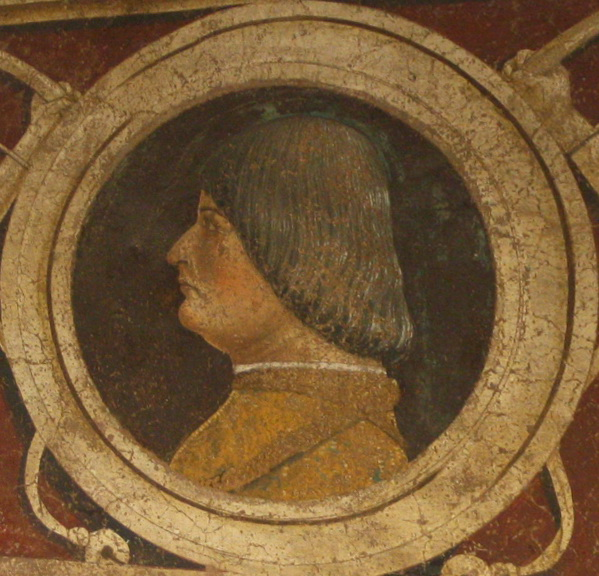
Ludovico il Moro. Tondo dal fregio rinascimentale strappato dal castello visconteo di Invorio Inferiore,

Ciò ebbe molto seguito nella corrente romantica. Giovan Battista Niccolini, nella propria tragedia, metterà infatti in bocca al conte Belgioioso parole di duro biasimo per il Moro:
La servitù d'Italia, e quanto costa

Saper non puoi; lo sveleranno i molti 

Secoli di sventura e di vergogna, 

Che tu sul capo alla tua patria aduni.»
(Giovanni Battista Niccolini, Ludovico Sforza detto il Moro.)
Oggi questa opinione tende ad essere rivista, ricordando come anche il principe Antonello Sanseverino e il cardinale Giuliano della Rovere, entrambi rifugiati alla corte di Francia, avessero avuto considerevole parte nell'incitare Carlo VIII a discendere in Italia, sperando così di recuperare i propri possessi rispettivamente contro gli Alfonso d'Aragona e Papa Alessandro VI.
Una simile accusa fu rivolta anche ad Ercole I d'Este, suocero del Moro, sebbene fosse tardivamente attenuata dagli storici favorevoli alla sua casa. Egli fu tra gli incitatori e poi sostenitori di Carlo VIII come del suo successore Luigi XII, allo scopo di riacquistare, con l'aiuto francese, i territori che i veneziani gli avevano sottratto nel corso della Guerra del Sale. Il Guicciardini giudicò che dietro le sue manovre vi fosse anche un'ulteriore motivazione: una "squisita vendetta dantesca" (come la definisce lo storico Paolo Negri) ai danni del genero Ludovico, che l'aveva tradito ai tempi della Guerra del Sale. Dando al genero il "perfido consiglio" di chiamare in Italia i francesi, Ercole avrebbe mirato a uno sconvolgimento generale d'Italia in cui sarebbe sta punita non solo Venezia ma anche il Moro stesso. Questo malgrado l'apparente politica di neutralità, che ne fece un vero e proprio giudice fra le due parti, al momento di decidersi la pace. Neutralità esplicata dal fatto che avesse un figlio, Alfonso, che combatteva per gli italiani, e uno, Ferrante, al soldo dei francesi, tuttavia contestata sia da Malipiero sia da Sanudo, che non solo riportano episodi di spionaggio da parte del duca, ma anche di aperta ostilità nei confronti dei veneziani da parte di Ferrara, la cui popolazione "vestiva a la franzese cridando: Franza! Franza!" e aveva assalito sulla strada per Bologna un servitore del visdomino Giovan Francesco Pasqualigo, picchiandolo ferocemente. 

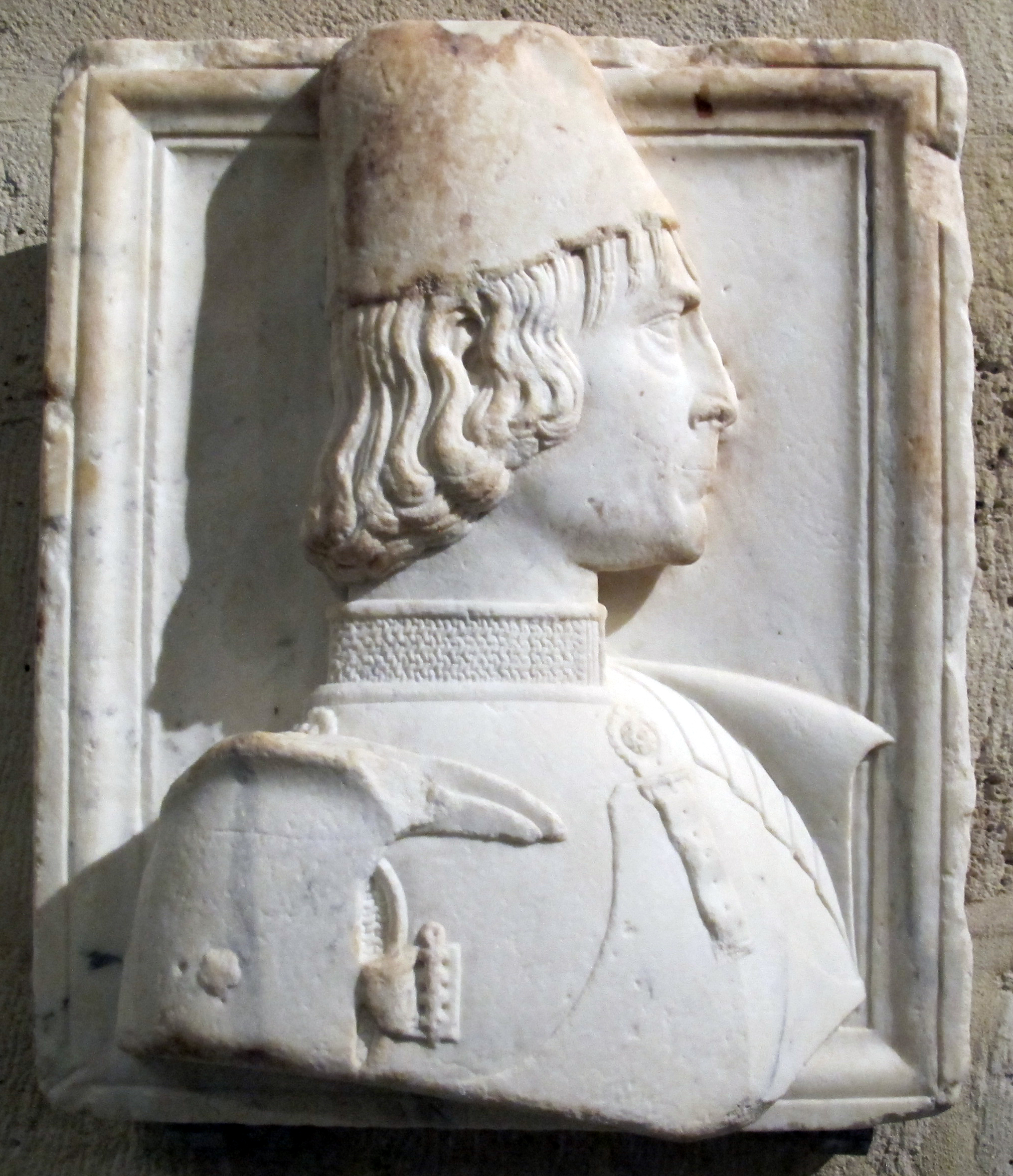
Ercole d'Este, in una scultura di Sperandio Savelli

Stando ai due cronisti veneziani, il duca Ercole avrebbe avvisato Carlo degli spostamenti dei Collegati sul Taro, favore per il quale suo figlio F stato investito dal Re del Ducato di Melfi; inoltre sarebbe stato il mandante del tentato assassinio delerrante sarebbe genero Francesco Gonzaga cinque giorni prima della battaglia di Fornovo: Sanudo vi allude solamente, dicendo che il marchese Francesco, invitato da alcuni ferraresi ad assistere a un duello, vi trovò quattro balestrieri con le balestre cariche, di cui uno rifiutò di scaricare l'arma e per questo fu decapitato; in seguito a ciò decretò che più nessun ferrarese potesse abitare in territorio mantonavo e che entro tre ore dovessero sgomberare il paese: "quale fusse la cagion, lasso considerar a li Savij [che] lezerano". Malipiero invece lo dice chiaramente, sostenendo che pochi mesi dopo, trovandosi gravemente ammalato a Fondi, il marchese Francesco avesse raccomandato la famiglia e lo stato alla Signoria di Venezia, dicendo di non potersi fidare di nessun altro, poiché "el Duca de Ferrara, so suocero, ha tentà de farlo venenar [avvelenare]". Ma secondo il medesimo cronista il duca Ercole avrebbe altrettanto avvelenato la moglie Eleonora d'Aragona, poiché a sua volta la donna aveva ricevuto commissione dal padre Ferrante di avvelenare il marito. I sospetti di connivenza e le palesi simpatie filofrancesi di Ferrara compromisero per i mesi a seguire i rapporti tra il Ducato e la Serenissima. All'annuncio della vittoria di Fornovo, nella città lagunare era scoppiato un vero e proprio sentimento anti-ferrarese, chiedendo a gran voce il popolo veneziano alla Signoria di dichiarare guerra ad Ercole, mentre per tutta Rialto circolava questa canzonetta: "Marchexe di Ferrara, di la caxa di Maganza, tu perderà 'lo stado, al dispetto dil Re di Franza!" Il Doge Agostino Barbarigo rifiutò di ricevere l'ambasciatore ferrarese, venuto a congratularsi per il successo, fino al giorno successivo, riservandogli in Collegio aspre parole di accusa e rimprovero, sia per il comportamento ambiguo del suo signore sia del popolo ferrarese nei confronti del visdomino Pasqualigo, congedandolo poi in fretta. Rendendosi forse conto della sua posizione compromessa, il 9 ottobre 1495 Ercole scriveva infine alla Signoria per "darghe [dargli] pace de sua reputazion, e farghe [fargli] cognoscer che l'è bon servidor".

Anche Firenze giudicò Ercole il principale istigatore della calata dei francesi, tuttavia più colpevole di lui apparve il genero duca di Milano. Ma simili accuse furono rivolte anche alla stessa Repubblica di Venezia che, col suo atteggiamento incerto e chiuso, dette l'impressione di voler approfittare della guerra per realizzare quella conquista di Ferrara fallita una decina di anni prima.
(Giuseppe Pardi, Prefazione al Diario ferrarese di Bernardino Zambotti.)
Bisogna, infine, osservare che i veneziani si rivelarono buoni alleati per Ludovico almeno finché quest'ultimo, sotto la benigna influenza della moglie filoveneziana, si mantenne nella loro amicizia. Con la morte di Beatrice d'Este nel 1497 si temette un rivolgimento di alleanze, quale poi in effetti accadde con la guerra di Pisa del 1498, quando Ludovico abbandonò l'alleata Venezia per Firenze, mossa che segnò poi la sua rovina, in quanto gli alienò i favori dell'unica potenza che avrebbe potuto soccorrerlo contro le mire espansionistiche del nuovo re Luigi XII, non potendo certo contare sul suocero Ercole d'Este, ormai palesemente filofrancese, né sui Medici di Firenze, né tantomeno sul nuovo re di Napoli Federico I, politicamente debole e in una situazione economica precaria. Questa morte segnò in sostanza un declino su tutti i fronti per il Moro, che divenne impopolare e si alienò ad uno ad uno tutti gli alleati. "Ben presto poté contare soltanto su stati anch'essi deboli e minacciati: Napoli, Forlì e Bologna, cioè sul nulla". Irrimediabilmente offesi dal voltafaccia del '98, i veneziani non pensarono ad altro che all'annientamento di Ludovico.
Alcuni giudicano infine che l'ambizioso e fanatico Carlo VIII avrebbe in ogni caso compiuto l'impresa d'Italia anche senza le incitazioni dei signori italiani, sebbene queste ultime valsero a togliergli ogni indugio e a vincere le resistenze dei suoi consiglieri, quasi tutti contrari.

## Il Mal francese
L'esercito di Carlo venne colpito a Napoli da un misterioso morbo. Mentre non è chiaro se la malattia provenisse dal nuovo mondo o fosse una versione più virulenta di una già esistente, la prima epidemia conosciuta di sifilide scoppiò nella città. Il ritorno dell'esercito francese verso nord diffuse la malattia in tutta Italia, e alla fine in tutta Europa. La malattia venne quindi conosciuta in quasi tutta Europa col nome di "Mal francese".

## Le donne nella guerra
A partire dall'amante che Carlo VIII donò a Galeazzo Sanseverino al suo arrivo a Lione, togliendola dal novero delle proprie, fino alle giovani dame milanesi che Beatrice d'Este presentò al re ad Asti e alle nobildonne attraverso cui ogni città offriva la propria sottomissione in un cerimoniale ritualizzato, le donne costituirono nel corso della guerra una rete di interscambi volti a cementare alleanze o a manifestare amicizia e benevolenza. Alla base di questo sistema (nel quale rientravano anche i mariti, disposti ad offrire le loro mogli in vista di un guadagno) vi era la ben nota ossessione che Carlo nutriva nei confronti delle donne.

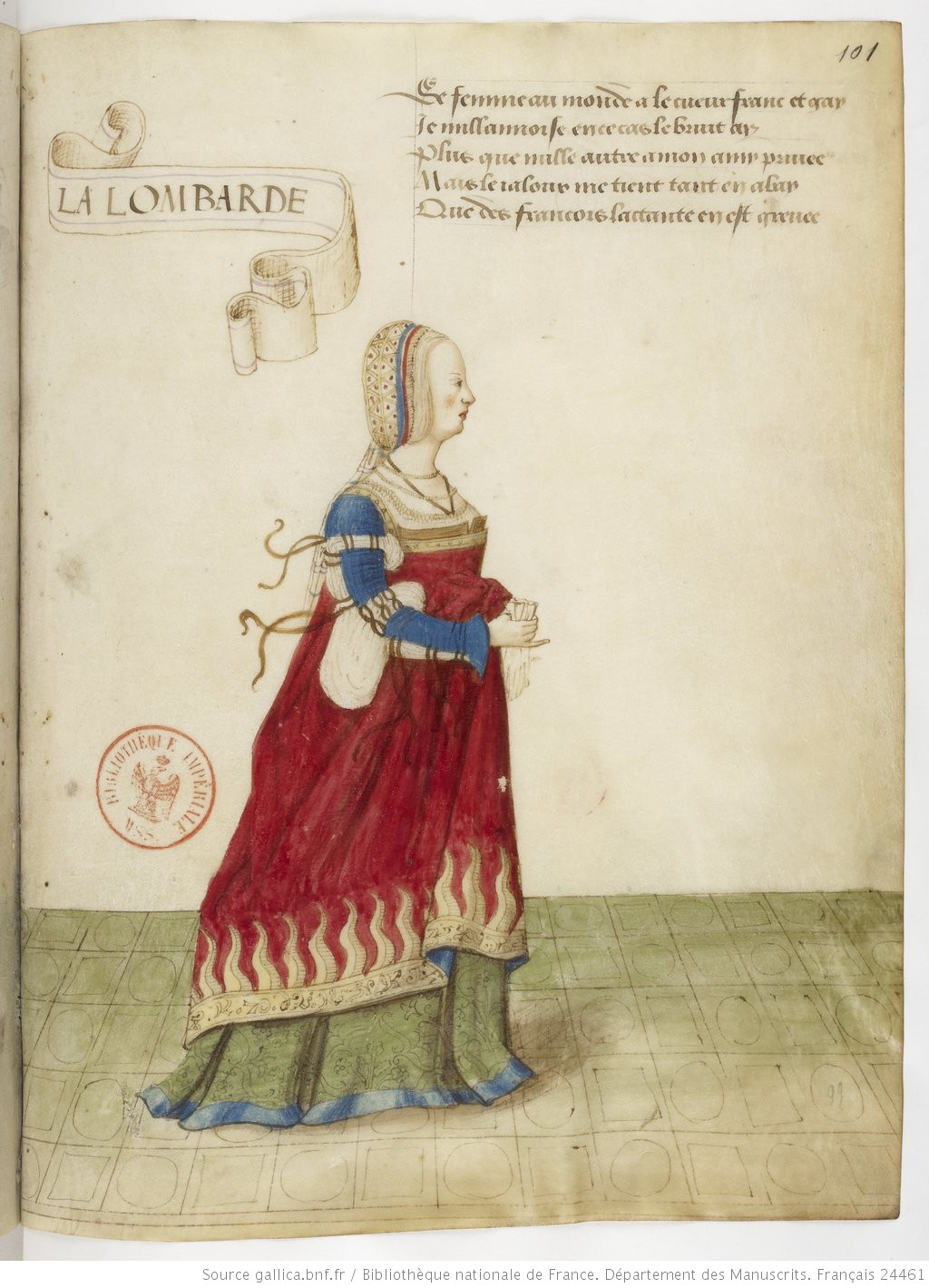
La Lombarda, dal manoscritto Les dictz des femmes de diverses nations. L'anonimo poeta francese ironizza sulle conquiste amorose dei francesi in Lombardia, che non riuscirono nel loro intento poiché ostacolati dai gelosi mariti: "Se donna al mondo ha il cuore franco e gaio, / io milanese in questo fatto ho fama, / più che null'altro ha il mio amico segreto, / ma il geloso mi tiene tanto a bada, / che dei francesi l'attesa è gravata".

Diversi studi sono stati condotti sulla concezione che l'una parte aveva dell'altra. Gli italiani consideravano i francesi alla stregua di maniaci sessuali, il cui unico pensiero fosse sedurre donne. Marin Sanudo infatti dice: "Secondo la consuetudine de Franzesi de voler sopra tutto star a piacer con donne, et el suo clima a Venere è molto dato, cussì questo Re [Carlo] seguiva assà li so piaceri, sì per essere in una età atta a questo, quam perché soa natura cussì richiedeva. Et varie sorte de donne qui in Italia provò, le qual li era portate per li soi Franzesi". D'altra parte l'insistenza dei francesi sui lati mascolini di alcune donne italiane (Eleonora Marzano, amante del re, elogiata per la sua abilità nel cavalcare; Beatrice d'Este descritta in sella a un corsiero "tutta dritta, né più né meno di quanto sarebbe un uomo", cioè a cavalcioni) corrisponde a una generale denigrazione della virilità dei loro uomini, considerati imbelli poiché non si opposero inizialmente all'invasione. Dice infatti il Comines: "[noi francesi] a malapena pensavamo che gli italiani fossero uomini".
I contemporanei inquadrarono l'invasione come un oltraggio all'onestà delle donne italiane. Già all'inizio della campagna il tentativo di sedurre la duchessa Beatrice da parte del barone di Beauvau fu percepito come un attacco personale nei confronti Moro, inammissibile poiché minava l'autorità di un uomo che contava già quanto un monarca. Pietro Bembo nella sua Storia di Venezia rese esplicito il legame tra donne e bottino di guerra: quando nel 1495 le galee veneziane catturarono alcune navi francesi in partenza da Napoli, "in esse furono trovate un gran numero di prigioniere e un certo numero di suore che erano state portate via dai loro conventi a Gaeta e violentate". Il Comines respinse categoricamente le accuse di crimini sessuali, sebbene sembrasse abbastanza disposto ad ammettere gli altri, cioè furti, disordini e violenze. La stessa imposizione dell'usanza francese di "baxare [baciare] et tochare" le donne altrui nei solenni ricevimenti fu d'altronde percepita come una violenza dagli italiani, che non vi si abituarono mai volentieri.

### Il libro delle donne di Carlo VIII
Sintomatico di ciò è il nascere di una serie di manoscritti francesi illustrati che hanno per oggetto donne italiane e riguardanti i tre sovrani protagonisti delle guerre: Carlo VIII, Luigi XII e Francesco I. I contemporanei italiani polemizzarono contro l'esistenza di queste immagini, poiché le intesero come segno della conquista: "tutti raffiguravano le donne italiane come oggetti del desiderio nell'espansionismo francese". Nel caso di Carlo si trattò soprattutto di un album che il re portava sempre con sé, e che gli fu poi sottratto nel corso della battaglia di Fornovo, rinvenuto nella sua tenda insieme ad altri oggetti di valore. In esso egli raccoglieva i ritratti licenziosi di tutte le amanti avute in Italia. Si trattava, come pare, di donne nude diverse per città e per età, sebbene le fonti non siano concordi nel giudicare se si trattasse di amanti consenzienti o di giovani violentate.

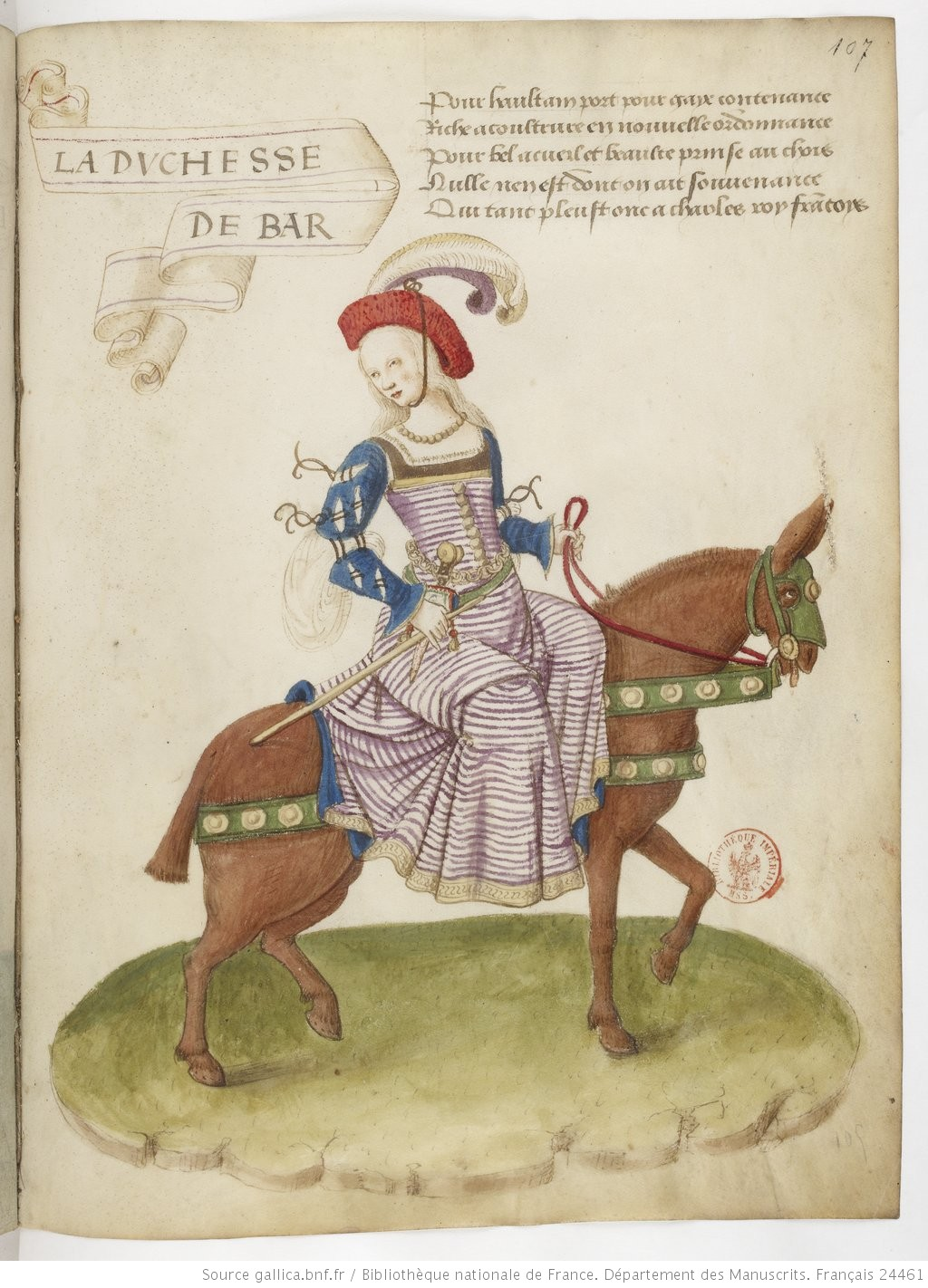
La duchesse de Bar, probabilmente Beatrice d'Este, accompagnata da una didascalia in rima: "Per portamento fiero e volto allegro / Costume sontuoso nel nuovo stile / Per gentile benvenuto e scelta bellezza / Non c'è nessuno nella memoria / che abbia mai così tanto compiaciuto Carlo il re di Francia."'

Per riaverlo Carlo pregò lungamente il marchese Francesco II Gonzaga, che l'aveva inviato alla moglie a Mantova, e sembra infatti che alcuni ritratti gli fossero restituiti. Anche la duchessa Beatrice d'Este insistette col marchese per averlo, sebbene non lo nominasse mai apertamente: chiese infatti di vedere il bottino sottratto al re, per poi restituirlo; quando il marchese le inviò solo una parte, ella insistette che voleva vederlo tutto. Ipotesi è che gli schizzi per il ritratto o il ritratto stesso della duchessa, che re Carlo con un pretesto aveva fatto fare ad Asti, fossero stati inclusi nell'album, e perciò confusi con quelli delle amanti. Anch'essi, come l'album, sono oggi perduti, ma un esempio se ne può avere in manoscritto risalente ai medesimi anni e contenente Les dictz des femmes de diverses nations, una rassegna di donne di diverse nazionalità, perlopiù italiane, e tutte anonime, fuorché l'ultima: la duchesse de Bar, identificabile quasi sicuramente con Beatrice, ma da alcuni commentatori confusa con un'amante del re.
Le donne costituirono insomma parte della conquista, una conquista che si rivelò poi fallimentare, ragion per cui è sempre il Comines a dire che "tutto il trionfo di qui non fu che nelle donne".